# Liste der Baudenkmäler in Freising

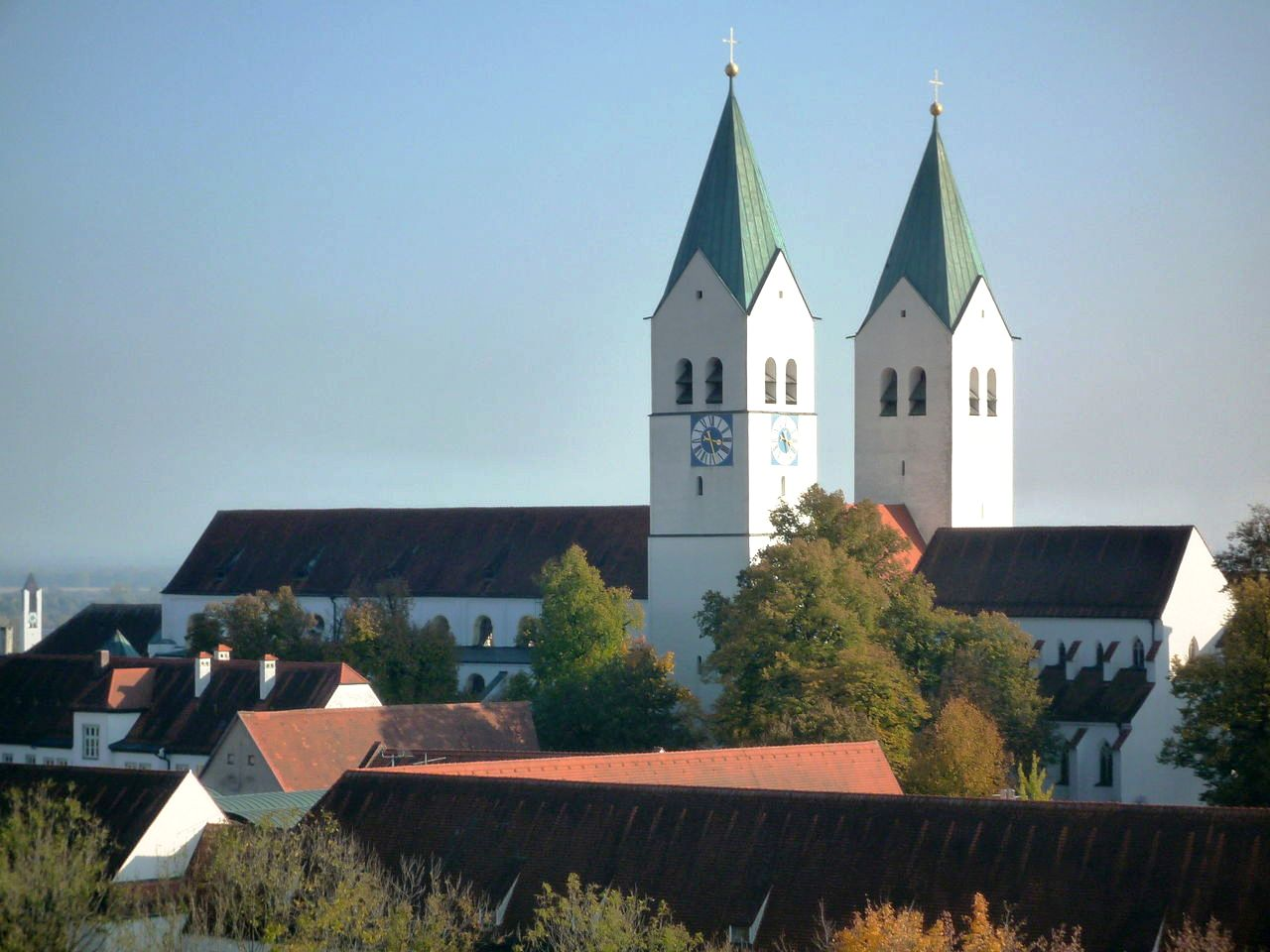
Der Dom in Freising

Auf dieser Seite sind die Baudenkmäler in der oberbayerischen Großen Kreisstadt Freising zusammengestellt. Diese Tabelle ist eine Teilliste der Liste der Baudenkmäler in Bayern. Grundlage ist die Bayerische Denkmalliste, die auf Basis des Bayerischen Denkmalschutzgesetzes vom 1. Oktober 1973 erstmals erstellt wurde und seither durch das Bayerische Landesamt für Denkmalpflege geführt wird. Die folgenden Angaben ersetzen nicht die rechtsverbindliche Auskunft der Denkmalschutzbehörde.

## Ensemble Domberg und Altstadt Freising
Aktennummer E-1-78-124-1

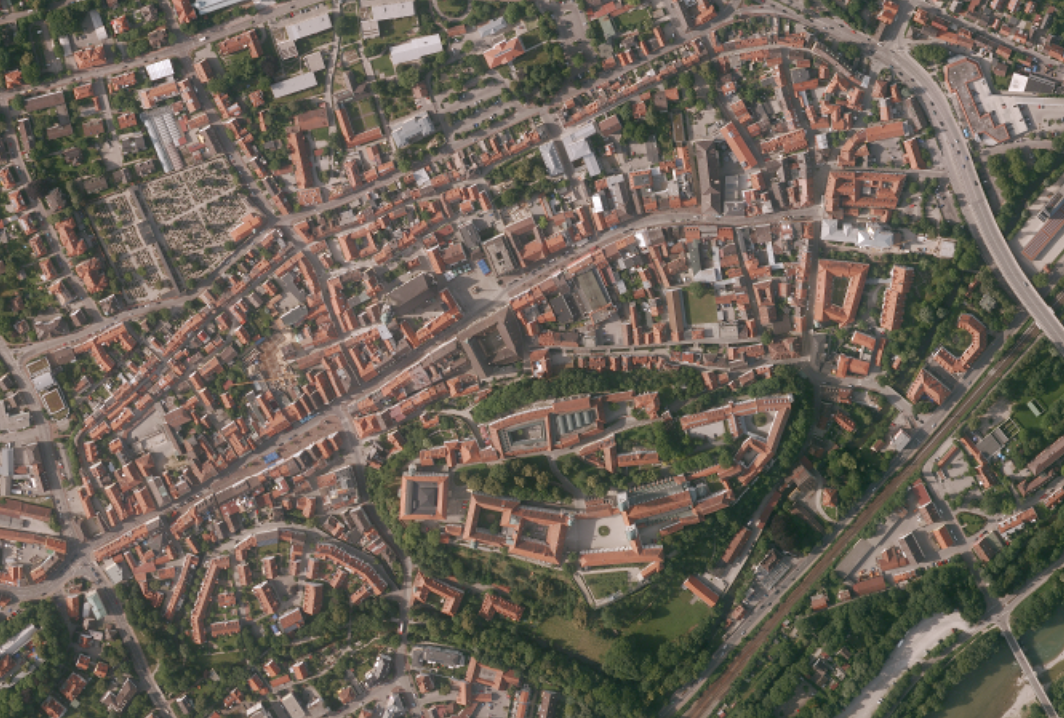
Die Altstadt von Freising aus der Luft

Der Freisinger Domberg ist seit urgeschichtlicher Zeit besiedelt. Die ältesten Siedlungsspuren reichen bis in die Jungsteinzeit zurück. Besondere Bedeutung besaß der Domberg bereits in der Bronze und Urnenfelderzeit, als hier eine überregional wichtige Höhensiedlung bestand. Weitere Funde lassen eine Siedlungskontinuität bis zum Frühmittelalter vermuten, in der der Freisinger Domberg schließlich in das Licht der geschichtlichen Überlieferung trat.
Unter den agilolfingischen Herzögen gründete der hl. Korbinian 739 das Bistum und spätere Hochstift und richtete bei der herzoglichen Pfalzkapelle St. Marien die erste Bischofskirche ein, die seit 903 durch einen ersten Neubau, bis 1205 durch den jetzigen, in späteren Jahrhunderten ausgebauten Dom ersetzt wurde. Der Domberg war spätestens seit dem 10. Jh. befestigt und bildet eine eigenständige städtebauliche Gesamtanlage von landschaftsbeherrschender Wirkung.
Auf dem Berg entfaltete sich ein Kranz von zum Teil abgegangenen Kirchen (ehemalige Peterskapelle, um 845; ehemalige Stiftskirche St. Andreas, nach 1062; ehemalige Martinskapelle, romanisch; Benediktuskirche, 1347; Stifts- und Taufkirche St. Johannes, 1321). Dieser wird umlagert von Residenzbauten, Domherrenhöfen und Wirtschaftsbauten, die vom hohen Mittelalter bis zum Barock und darüber hinaus ihre Gestalt mehrfach veränderten.
In der Folge der Säkularisation wurde als gravierendster Eingriff auf dem Domberg die Stiftskirche St. Andreas abgebrochen und nach der Mitte des 19. Jahrhunderts der stattliche Bau des erzbischöflichen Knabenseminars (jetzt Museum) errichtet. Der bisher von Bebauung freigehaltene, teilweise steil abfallende Hang trennt bis jetzt deutlich sowohl zur Umgebung als auch zur bürgerlichen Stadt. Zwei Tore führen in den ehemaligen Dombezirk beherrscht vom Dom und der ehemaligen Residenz in freier Anordnung mit den ehemaligen Bauten der Kirchenverwaltung besetzt.
Umgeben werden die Bauten von Freiflächen, verbunden u. a. mit Alleen. Schon für die agilolfingische Zeit ist eine teilweise Bebauung des Nordhanges sowie des nördlichen und westlichen Bergfußes anzunehmen, sogenanntes Suburbium, Ausgangspunkt der Stadtentwicklung. Im 10. Jahrhundert war der Domberg befestigt und vom Suburbium auf seiner Nordseite durch zwei Zugänge zu erreichen. Dieses Suburbium im Tal der Moosach gewann seit dem 10./11. Jahrhundert als Bürgerstadt Gestalt. Ab 1159 erhalten Domberg und Siedlung einen gemeinsamen Bering, der um 1480 durch die eigens errichtete Befestigung des Domberges wieder getrennt wurde.
Die Bürgerstadt entwickelt sich entlang der offenen Moosacharme. Entlang des ehemals offenen Verlaufs der Stadtmoosach und des sogenannten Nierenbachs bildete sich die Hauptverkehrsader, die Obere und Untere Hauptstraße, im Westen einst abgeschlossen durch das Veitstor, im Osten durch Gabelung des Straßenverlaufs zwei Tore, das Landshuter Tor (auch Murn- oder Judentor) und das Isartor (auch Erdinger Tor). Am Marienplatz führt der Straßenzug längs der südlichen Häuserzeile, die vom ehemaligen Lyzeum beherrscht wird, vorbei. Aus dem Zentrum des Platzes gerückt scheidet die Mariensäule den Straßenverlauf und den Platz. Parallel zur Unteren Hauptstraße entsteht am Hang des Domberges an einem Moosacharm die Fischergasse.

Freising – Marienplatz mit Rathaus, Mariensäule und Stadtpfarrkirche St. Georg

Im Mittelpunkt der Bürgerstadt, doch vom Marktverkehr abgewendet, erhebt sich die spätgotische Stadtpfarrkirche. Um die Kirche, an Marienplatz und Hauptstraße, reihen sich die stattlichsten Bürgerhäuser der Stadt, meist des 17.–19. Jahrhunderts; rückwärtig waren die großen Parzellen noch bis ins 19. Jahrhundert mit Gärten durchsetzt; im 18. Jahrhundert treten auch einige Domherrenhäuser hinzu, die den Residenzstadt-Charakter auch im bürgerlichen Bereich sichtbar machen. Mit dem Neubau des Rathauses setzt die Stadt Anfang des 20. Jahrhunderts an zentraler Stelle am Marienplatz ein deutliches Zeichen städtischer Repräsentation.
Die spätmittelalterliche Stadtbefestigung ist im nördlichen und nordwestlichen Verlauf durch die ihr folgende Wohnhausbebauung des 18./19. Jahrhunderts gut erkennbar. Im Süden und Osten ergeben sich die Dombergbefestigung (bzw. der Domberg-Südhang) und die barocke Fürstendamm-Promenade längs eines Armes der Moosach als historische Begrenzungen der Stadt.

## Baudenkmäler nach Ortsteilen

### Freising
| Lage | Objekt | Beschreibung | Akten-Nr.               | Bild |
| --- | --- | --- | ----------------------- | --- |
| Alte Poststraße 5 (Standort) | Wohnhaus | Kleiner zweigeschossiger Schopfwalmbau mit Erker, Zwerchhaus und aufwändiger Fassadengliederung im Stil der Neurenaissance, erbaut 1888 | D-1-78-124-1 Wikidata   | weitere Bilder |
| Am Büchl 2 (Standort) | Wohnhaus | Zweigeschossiger Eckbau mit steilem Satteldach und Putzgliederung, wohl noch 18. Jahrhundert, später vereinfacht | D-1-78-124-4 Wikidata   | weitere Bilder |
| Amtsgerichtsgasse 1 (Standort) | Ehemaliges Amtsgericht, jetzt städtisches Ämtergebäude                                                               | Stattlicher zweigeschossiger Walmdachbau mit reicher spätklassizistischer Gliederung, um 1880/90 | D-1-78-124-6            | weitere Bilder |
| Amtsgerichtsgasse 3 (Standort) | Wohnhaus | Zweigeschossiger Eckbau mit reicher historisierender Fassade und Polygonalerker mit Relieftafeln, spätes 19. Jahrhundert, im 20. Jahrhundert erneuert | D-1-78-124-7 Wikidata   | weitere Bilder |
| Am Wörth 1 (Standort) | Wohnhaus | Dreigeschossiger Satteldachbau mit Mezzanin und reicher spätklassizistischer Fassadengestaltung, erbaut 1881 | D-1-78-124-8 Wikidata   | weitere Bilder |
| Am Wörth 41 (Standort) | Ehemaliges Stadtbrunnenhaus, nach 1888 städtisches Eichamt                                                           | Klassizisierend gestalteter Turmbau. Südlich zweigeschossiger Anbau, beide mit flachem Walmdach, an der Stelle eines Vorgängerbaus 1844 von Carl Klumpp neu errichtet | D-1-78-124-293 Wikidata | weitere Bilder |
| Bahnhofstraße 1 (Standort) | Ehemalige Fleischbank, dann Magistratsgebäude mit Stadtschreiberei                                                   | Dreigeschossiger Eckbau mit steilem Walmdach und Eckpilastern, nach 1691 durch Umbau und Erweiterung des ehemaligen Kanonikerhofes zu St. Andreas (17. Jahrhundert) und einem spätmittelalterlichen Anwesen (dendrochronologisch datiert 1443/49) entstanden | D-1-78-124-14 Wikidata  | weitere Bilder |
| Bahnhofstraße 2 (Standort) | Ehemalige fürstbischöfliche Hofsattlerei und Domherrenhaus                                                           | Stattlicher zweigeschossiger Eckbau mit steilem Satteldach und Giebel mit Putzgliederung, im 17. Jahrhundert über älterem Kern umgebaut | D-1-78-124-15 Wikidata  | weitere Bilder |
| Bahnhofstraße 3 (Standort) | Wohn- und Geschäftshaus                                                                                              | Wohn- und Geschäftshaus, stattlicher dreigeschossiger Schopfwalmdachbau, westlich mit Schweifgiebel und Flacherker, im Reformstil, von Alois Steinecker, bez. 1907. | D-1-78-124-307          | weitere Bilder |
| Bahnhofstraße 8 (Standort) | Gasthof Zur Gred | Dreigeschossiger Eckbau im barockisierenden Jugendstil, um 1900 über älterem Kern umgebaut | D-1-78-124-17 Wikidata  | weitere Bilder |
| Bahnhofstraße 13 (Standort) | Gasthaus | Zweigeschossiges Eckgebäude mit abgewinkeltem Satteldach, Erkerturm und Lisenengliederung, zweite Hälfte 19. Jahrhundert | D-1-78-124-18 Wikidata  | weitere Bilder |
| Bahnhofstraße 14; Nähe Bahnhofstraße; Wörthmoosach (Standort) | Ehemalige Druckerei                                                                                                  | Zweigeschossiger villenartiger Eckbau mit Türmchen und reicher Gliederung, nach Plänen von Baumeister Alois Steinecker, um 1890; Zugehörige Einfriedung, gleichzeitig | D-1-78-124-19 Wikidata  | weitere Bilder |
| Bahnhofstraße 20 (Standort) | Ehemaliges Gasthaus                                                                                                  | Zweigeschossiges gründerzeitliches Eckhaus mit Mezzanin, flachem Walmdach und Fassadengliederung, im späten Maximilianstil, 1876 | D-1-78-124-20 Wikidata  | weitere Bilder |
| Bahnhofstraße 22 (Standort) | Wohnhaus | Zweigeschossiger Putzbau mit Mansard-Halbwalm, errichtet vor 1810 | D-1-78-124-21 Wikidata  | weitere Bilder |
| Brunnhausgasse 2 (Standort) | Altöttinger Kapelle                                                                                                  | Im Kern oktogonaler Bau, erbaut 1669, südlich um Saalraum 1673 erweitert; mit Ausstattung | D-1-78-124-24 Wikidata  | weitere Bilder |
| Domberg (Standort) | Andreasbrunnen | Achteckiges Becken aus Untersberger Marmor und Brunnensäule mit heiligem Andreas, bezeichnet 1697 | D-1-78-124-47 Wikidata  | weitere Bilder |
| Domberg (Standort) | Denkmal | In Form einer gotischen Fiale für Veit Arnpeck, Rupprecht von Freising und Joachim Haberstock, bezeichnet mit Einsele, Mitte 19. Jahrhundert | D-1-78-124-48 Wikidata  | weitere Bilder |
| Domberg (Standort) | Kruzifix | Mit Inschrift zur Erinnerung an die 1803 abgebrochene Peterskapelle, 1867 | D-1-78-124-51 Wikidata  | weitere Bilder |
| Domberg (Standort) | Dombrunnen | Brunnenfigur des Freisinger Mohren, aus Untersberger Marmor, barock, von Franz Ableithner, 1700; Brunnenbecken rekonstruiert. | D-1-78-124-462          | weitere Bilder |
| Domberg 1 (Standort) | Forstamtsgebäude | Mehrgliedrige Anlage aus ehemaligem Wehrturm und Domherrenhof am Schöneck, zweigeschossiger Walmdachbau in abgewinkelter Form, im Kern 15. Jahrhundert, im 18. Jahrhundert erweitert und 1838 um zwei Geschosse reduziert | D-1-78-124-25 Wikidata  | weitere Bilder |
| Domberg 2 (Standort) | Östlicher Torturm der Dombergbefestigung                                                                             | Viergeschossig mit Zinnengiebel, 1479/80 errichtet, umgebaut und erweitert 1954/55 | D-1-78-124-26 Wikidata  | weitere Bilder |
| Domberg 7 (Standort) | Ehemaliges Nordtor der Dombefestigung und ab 1764 Wohnhaus des fürstbischöflichen Kanzlers, sogenannter Kanzlerbogen | Dreigeschossiger Satteldachbau mit gewölbter Durchfahrt und Traufgesims, von Dominik Glasl um 1720 neu erbaut | D-1-78-124-27 Wikidata  | weitere Bilder |
| Domberg 8 (Standort) | Ehemalige Hofschmiede mit Rossstall, jetzt Wohnhaus                                                                  | Zweigeschossiger Satteldachbau mit gewölbtem Erdgeschoss, im Kern 18. Jahrhundert | D-1-78-124-386 Wikidata | weitere Bilder |
| Domberg 9 u. 11 (Standort) | Ehemalige Domherrnhöfe des Stiftes St. Andreas, sogenannter Korbinian- und Nonnosushof                               | Zweigeschossiges Doppelhaus mit Walmdach und reicher Putzgliederung, um 1670 neu erbaut | D-1-78-124-28 Wikidata  | weitere Bilder |
| Domberg 13 (Standort) | Ehemaliger Domherrnhof des Stiftes St. Andreas, sogenannter Molitorhof                                               | Zweigeschossiges Giebelhaus auf winkelförmigem Grundriss mit schmiedeeisernem Hofgitter, erbaut 1737 | D-1-78-124-29 Wikidata  | weitere Bilder |
| Domberg 14 (Standort) | Ehemalige Hofwagenremise, jetzt Baustadel                                                                            | Stattlicher Satteldachbau mit Hochfahrt, von Jodok Moosbrugger 1673 (dendrochronologisch datiert) erbaut | D-1-78-124-30 Wikidata  | weitere Bilder |
| Domberg 16 (Standort) | Ehemalige Dompropstei, jetzt Wohnhaus                                                                                | Stattlicher dreigeschossiger Bau mit Schopfwalmdach, im Kern 16. Jahrhundert | D-1-78-124-32 Wikidata  | weitere Bilder |
| Domberg 20 (Standort) | Ehemalige Domdechantei                                                                                               | Baugruppe mit Ostturm und barocker Hauskapelle, im Kern Ende 17. Jahrhundert, 1984–86 Umbau zum Amtsgericht Freising | D-1-78-124-36 Wikidata  | weitere Bilder |
| Domberg 20 (Standort) | Ehemaliges domkapitelisches Syndikatshaus                                                                            | Zweigeschossiger Putzbau mit steilem Satteldach und Aufzugsgaube, im Kern 18. Jahrhundert, 1986/87 zum Vermessungsamt und Amtsgericht Freising umgebaut | D-1-78-124-34 Wikidata  | weitere Bilder |
| Domberg 21 (Standort) | Ehemaliges Erzbischöfliches Knabenseminar, seit 1974 Diözesanmuseum                                                  | Zweigeschossiger Vierflügelbau mit Mezzanin im Rundbogenstil um einen überdachten Lichthof, von Matthias Berger, 1868–70 | D-1-78-124-35 Wikidata  | weitere Bilder |
| Domberg 26; Domberg 26 a; Domberg 26 b (Standort) | Ehemaliger Domherrenhof, sogenannter Lerchenfeldhof                                                                  | Barocke zweigeschossige Dreiflügelanlage mit Traufgesims, Anfang 18. Jahrhundert; mit Ausstattung; Zugehöriger Garten mit Gitter von 1788 | D-1-78-124-38 Wikidata  | weitere Bilder |
| Domberg 27 (Standort) | Ehemalige Bischofsburg und fürstbischöfliche Residenz, jetzt Kardinal-Döpfner-Haus                                   | Dreigeschossige Vierflügelanlage mit Hofarkaden, Erker, Risalit und reichem Fensterschmuck, ab 1314 errichtet, Umbau zum Renaissance-Schloss ab 1519 durch Stephan Rottaler, 1607–22 umgebaut, 1617–21 Hauskapelle im Nordostturm eingerichtet und 1878 verändert; mit Ausstattung Verbindungsgang zwischen Residenz und Dom durch St. Johannes hindurch, sogenannter Fürstengang, errichtet wohl von Antonio Riva, 1682 Belvedere 1682 Gitter an der Terrasse vor dem Südflügel in barockisierenden Formen, bezeichnet mit 1913 | D-1-78-124-39 Wikidata  | weitere Bilder |
| Domberg 27 (Standort) | Ehemaliger Archivbau von St. Andreas                                                                                 | Dreigeschossiger Pavillonbau mit Satteldach, 17. Jahrhundert | D-1-78-124-37 Wikidata  | Ehemaliger Archivbau von St. Andreas |
| Domberg 28 (Standort) | Ehemalige Kirche des Domklosters, jetzt katholische Filialkirche St. Benedikt                                        | Dreischiffige Basilika mit steilem Satteldach und stark eingezogenem polygonalem Chor am Ostflügel des Kreuzganges, ab 1340 neu errichtet, Barockisierung 1716; mit Ausstattung | D-1-78-124-40 Wikidata  | weitere Bilder |
| Domberg 28 (Standort) | Ehemaliger Wasserturm des Domkapitelbrunnhauses                                                                      | Mehrgeschossiger Massivbau mit Walmdach, wohl 17. Jahrhundert. | D-1-78-124-444          | Ehemaliger Wasserturm des Domkapitelbrunnhauses |
| Domberg 29 (Standort) | Ehemalige Stiftskirche, jetzt Katholische Filialkirche St. Johannes                                                  | Dreischiffige Basilika mit stark eingezogenem polygonalem Chor und dem Fürstengang über dem südlichen Seitenschiff, 1319–21 neu erbaut wohl an der Stelle der ehemaligen Taufkirche; mit Ausstattung | D-1-78-124-41 Wikidata  | weitere Bilder |
| Domberg 30 (Standort) | Domkreuzgang mit ehemaligem Kapitelhaus                                                                              | Ein- und zweigeschossige Dreiflügelanlage östlich der Domkirche mit ehemaliger Dombibliothek im ersten Obergeschoss, um 1440 errichtet, 1716 von Johann Baptist Zimmermann ausgestaltet und 1732–34 teilweise neu erbaut; mit Ausstattung | D-1-78-124-42 Wikidata  | weitere Bilder |
| Domberg 32 (Standort) | Katholische Domkirche Mariä Geburt und St. Korbinian                                                                 | Dreischiffige romanische Basilika mit Krypta und Staffelchorabschluss mit östlich angefügter Maximilianskapelle, nach Brand 1159 über Resten des Vorgängers neu erbaut, 1205 geweiht, Westwerk Ende 14. Jahrhundert erneuert und Südturm wohl neu errichtet, ab 1449 Wölbung der Seitenschiffe, 1481/82 von Jörg von Halsbach im Mittelschiff gewölbt, im Inneren ab 1621 und 1723/24 durch die Brüder Cosmas Damian und Egid Quirin Asam umgestaltet, Maximilianskapelle wohl nach Entwurf von Giovanni Antonio Viscardi von 1710; mit Ausstattung | D-1-78-124-44 Wikidata  | weitere Bilder |
| Domberg 34 (Standort) | Domsakristei | Zweigeschossiger Putzbau mit Halbwalmdach, untere Sakristei zweischiffig mit Rotmarmorsäulen, 15. Jahrhundert, Obergeschoss, 17. Jahrhundert; mit Ausstattung | D-1-78-124-43 Wikidata  | weitere Bilder |
| Domberg 38; Domberg 40 (Standort) | Ehemaliger Marstall und fürstbischöfliche Galerie, dann Domgymnasium und Philosophisch-theologische Hochschule       | Ehemals zweigeschossiger Putzbau mit oktogonalem Gartenturm von Johann und Jodok Moosbrugger 1670/71 neu errichtet, 1877 aufgestockt; Inzwischen zur Dombibliothek umgebaut | D-1-78-124-45 Wikidata  | weitere Bilder |
| Domberg 42 (Standort) | Ehemaliges fürstbischöfliches Beamtenwohnhaus                                                                        | Zweigeschossiger Putzbau mit Zeltdach, 18. Jahrhundert, um 2000 stark erneuert | D-1-78-124-46 Wikidata  | Ehemaliges fürstbischöfliches Beamtenwohnhaus |
| Domhof (Standort) | Denkmal für den Bischof und Geschichtsschreiber Otto von Freising                                                    | Lebensgroße Vollplastik auf romanisierendem Postament, von Caspar von Zumbusch, 1858; Wurde 2024 vom Domplatz in den Domhof südlich des Doms versetzt. | D-1-78-124-49 Wikidata  | weitere Bilder |
| Dr.-von-Daller-Straße 5 (Standort) | Stadtvilla | Zweigeschossiger Putzbau mit Mansardwalmdach, Ziergiebeln und Balkonen im Stil des Historismus, Ende 19. Jahrhundert; Mit Einfriedung | D-1-78-124-53 Wikidata  | weitere Bilder |
| Dr.-von-Daller-Straße 6 (Standort) | Stadtvilla | Zweigeschossiger Gruppenbau mit spätklassizistischer Putzgliederung und Eckturm, um 1880/90 | D-1-78-124-54 Wikidata  | weitere Bilder |
| Erdinger Straße 12 (Standort) | Wohnhaus | Zweigeschossiger langgestreckter Satteldachbau mit Gesimsgliederung, drittes Viertel 19. Jahrhundert | D-1-78-124-57 Wikidata  | weitere Bilder |
| Fischergasse 2 (Standort) | Bürger- und Handwerkerhaus, bis 1803 Kanonikerhaus                                                                   | Zweigeschossiger giebelständiger Bau mit steilem Satteldach, 1399 (dendro.dat.), Aufstockung und Dachwerk, 1490/91 (dendro.dat.), unter teilweiser Wiederverwendung der älteren Dachkonstruktion, Versteinerung des Obergeschosses unter partieller Beibehaltung des mittelalterlichen Blockbaus, mit Überformungen des 18. und 19. Jahrhunderts | D-1-78-124-312 Wikidata | weitere Bilder |
| Fischergasse 3; Fischergasse 5 (Standort) | Doppelhaus | Zweigeschossiger Traufseitbau mit steilem Satteldach, mit zwei Erkern und gerahmtem Bildfeld, 17./18. Jahrhundert | D-1-78-124-59 Wikidata  | weitere Bilder |
| Fischergasse 7 (Standort) | Wohnhaus | Schmaler zweigeschossiger Traufseitbau mit steilem Satteldach, Dachwerk 1396/97 dendrodatiert | D-1-78-124-60 Wikidata  | weitere Bilder |
| Fischergasse 17 (Standort) | Wohnhaus | Zweigeschossiger Giebelbau mit Flacherker auf gestuftem Sockel, 17. Jahrhundert | D-1-78-124-62 Wikidata  | weitere Bilder |
| Fischergasse 18 (Standort) | Wohnhaus | Zweigeschossiger Eckbau mit steilem, einseitig abgewalmtem Dach und traufseitig vorspringendem Dachfuß, 16./17. Jahrhundert | D-1-78-124-63 Wikidata  | weitere Bilder |
| Fischergasse 20 (Standort) | Ehemaliges landwirtschaftliches Anwesen                                                                              | Hanggebäude mit Walmdach, 18. Jahrhundert | D-1-78-124-65 Wikidata  | weitere Bilder |
| Fischergasse 29 (Standort) | Ehemaliges Handwerkerhaus                                                                                            | Zweigeschossiges Eckhaus mit Greddach, wohl 17./18. Jahrhundert | D-1-78-124-67 Wikidata  | weitere Bilder |
| Fürstendamm (Standort) | Laufbrunnen (Mohrenbrunnen)                                                                                          | Sandsteinkopie einer barocken Marmorfigur (Original von Franz Ableitner, 1700, ursprünglich im Domhof), Unterbau von 1901 | D-1-78-124-70 Wikidata  | weitere Bilder |
| Fürstendamm 7 (Standort) | Stadtvilla | Zweigeschossiger Mansardwalmdachbau mit zwei Zwerchgiebeln im Heimatstil, von Carl Jäger, 1910; Gartenmauer mit Pavillon, gleichzeitig | D-1-78-124-69 Wikidata  | weitere Bilder |
| Nähe Fürstendamm (Standort) | Verfassungsdenkmal, sogenannter Königsstein                                                                          | Zur Erinnerung an das 25-jährige Regierungsjubiläum von Maximilian Joseph (ab 1799 Kurfürst Max IV. Joseph, 1806–1825 König Max I.) und an die Bayerische Verfassung von 1818, Obelisk mit Bronzerelief von Josef Kirchmayr, 1824; ursprünglicher Standort bis 1853 nahe Heiliggeistspital | D-1-78-124-71 Wikidata  | weitere Bilder |
| Ganzenmüllerstraße 2 (Standort) | Mehrfamilienhaus | Mehrgeschossiger Gruppenbau mit reich ornamentiertem Portal und Mansardwalmdach im Jugendstil, Anfang 20. Jahrhundert | D-1-78-124-72 Wikidata  | weitere Bilder |
| Ganzenmüllerstraße 4 & 6 (Standort) | Doppelhaus | Herrschaftlicher dreigeschossiger Gruppenbau mit Mansardwalmdach sowie drei Fassadenrisaliten mit Loggien und übergiebelten Altanen, in Formen des Reformarchitektur, von Gustav Buschor, 1906–08; Einfriedung, schmiedeeisern, gleichzeitig | D-1-78-124-397 Wikidata | weitere Bilder |
| Gartenstraße 2 (Standort) | Villa der Gründerzeit                                                                                                | Zweigeschossiger Walmdachbau mit Eckerker, Ziergiebeln und Traufgebälk, Ende 19. Jahrhundert; Gusseiserne Einfriedung, gleichzeitig | D-1-78-124-73 Wikidata  | weitere Bilder |
| General-von-Nagel-Straße 1 (Standort) | Ehemalige Schmiede                                                                                                   | Zweigeschossiger Walmdachbau auf winkelförmigem Grundriss, 18. Jahrhundert, im 20. Jahrhundert erneuert | D-1-78-124-74 Wikidata  | weitere Bilder |
| General-von-Nagel-Straße 3 (Standort) | Wohnhaus | Zweigeschossiger Mansarddachbau mit reich gegliederter Fassade, um 1860/70 | D-1-78-124-75 Wikidata  | weitere Bilder |
| General-von-Nagel-Straße 8 (Standort) | Ehemaliges Haus des Domkapitel-Rentmeisters, sogenanntes Kapellenhaus                                                | Zweigeschossiger Eckbau mit Satteldach, seitlichem Kuppeltürmchen und rückwärtigem Kapellenerker, 17./18. Jahrhundert | D-1-78-124-78 Wikidata  | weitere Bilder |
| General-von-Nagel-Straße 12 (Standort) | Wohn- und Geschäftshaus                                                                                              | Zweigeschossiger Traufseitbau mit Kastengesims, segmentbogigen Fensteröffnungen und Stehgauben, Anfang 19. Jahrhundert, im Kern älter | D-1-78-124-79           | weitere Bilder |
| General-von-Nagel-Straße 16 (Standort) | Gasthaus Landshuter Hof                                                                                              | Langgestreckter zweigeschossiger Satteldachbau mit profiliertem Gurtgesims, wohl Anfang 19. Jahrhundert über älterem Kern neu erbaut | D-1-78-124-80 Wikidata  | weitere Bilder |
| General-von-Nagel-Straße 18 (Standort) | Ehemaliges Lohnkutscheranwesen                                                                                       | Zweigeschossiger Satteldachbau mit gewölbter Stallung, im Kern erste Hälfte 19. Jahrhundert | D-1-78-124-292 Wikidata | weitere Bilder |
| General-von-Nagel-Straße 28 (Standort) | Wohnhaus | Zweigeschossiger Walmdachbau mit Geschossgesims, klassizistisch, erstes Drittel 19. Jahrhundert | D-1-78-124-81 Wikidata  | weitere Bilder |
| Haindlfinger Straße, Nähe Maria-Wörther-Straße (Standort) | Grenzmarkstein | Bezeichnet mit 1639; hinter der Kleinen Wies | D-1-78-124-83 Wikidata  | weitere Bilder |
| Haindlfinger Straße, Nähe Maria-Würther-Straße (Standort) | Bildstock des 18. Jahrhunderts                                                                                       | In alter Form neu errichtet 1954 | D-1-78-124-82 Wikidata  | weitere Bilder |
| Hans-Unterleitner-Weg 1, 2, 3, 4, 5, 6, 7, 8, 9, 10, 11, 12, 13, 14, Major-Braun-Weg 2, 4, 6, 8, 10, 12, Prinz-Ludwig-Straße 40 a, Vimystraße 1, 1 c, 1 d, 1 e (Standort) | Ehemalige Vimy-Kaserne                                                                                               | 1904–06 für das 1. Königlich Bayerisches Jägerbataillon errichtet, mit Ergänzungsbau von 1914/15; In der Tradition barocker Schlossanlagen u-förmig um Exerzierplatz angelegt, hinsichtlich Baumassengliederung, Dachausbildungen und Fassadenstrukturen aufeinander bezogene Baugruppe mit Straßenfronten nach Süden (Vimystraße) und Osten (Pallottinerstraße) sowie weiteren, nach Nordwesten (Prinz-Ludwig-Straße) ausgreifenden Bauten; Bestandteile des Baukomplexes sind im Einzelnen [nach interner Gebäude-Nummerierung]: - Ehemalige Mannschaftsgebäude [Nr. 20 und Nr. 22], zwei nord-süd-gerichtete dreigeschossige Trakte, Nr. 20 mit übergiebeltem Querflügel im Norden, beide mit viergeschossigen Mansarddach-Kopfbauten nach Süden und reicher neubarocker Fassadengliederung; - Ehemalige „Doppel-Kompanie-Kaserne“ [Nr. 21], in symmetrischer Disposition ost-west-gerichtet mit dreigeschossigem Längstrakt, erhöhtem Mittelquerbau mit Uhrturm und viergeschossigen Seitenflügeln mit Mansardwalmdächern, Fassaden reich gegliedert in neubarocken Formen mit Jugendstilanklängen; bildet zusammen mit den flankierenden Kopfbauten von Nr. 20 und 22 eine monumentale Schauseite zur Vimystraße; - Ehemalige Wirtschaftsgebäude beziehungsweise Casino [Nr. 23], zweigeschossig über hohem Kellergeschoss, mit barockisierenden Fensterumrahmungen, abgewalmten Dächern und höherem Mittelbau mit Ziergiebeln; - Ehemalige Mannschaftsgebäude [Nr. 25], dreigeschossiger Trakt mit hofseitigen Risaliten, viergeschossigen Mansarddach-Kopfbauten und barockisierend gegliederten Fassaden, 1914/15 nördlich im Anschluss an Nr. 22 und 23 errichtet mit gemeinsamer Flucht an der Pallottinerstraße; - Ehemalige Militärturnhalle und Exerzierhaus [Nr. 34], erdgeschossig mit barockisierend gegliederten Fassaden und reich gestaltetem Giebel nach Süden, Flachsatteldach mit Stahlbinder-Konstruktion; - Ehemaliges Magazin [Nr. 35], barockisierend gegliederte Fassaden mit Sockel- und Hauptgeschoß, Flachsatteldach mit Vorschussgiebeln an den Schmalseiten; - Ehemalige „Offiziers-Speise-Anstalt“ [Nr. 36], asymmetrisch gruppierter und reich gegliederter palaisartiger Neubarockbau, zweigeschossig mit Treppenhausturm, abgewalmten Dächern und Volutengiebel über dem westlichen Risalit; - Ehemaliges Stabsgebäude [Nr. 37], zweigeschossiger barockisierender Walmdachbau mit Zwerchgiebel und Putzgliederung; - Ehemaliges Familiengebäude [Nr. 38], dreigeschossig mit Treppenhaus-Rislaiten und Fassadengliederung in barockisierenden und Louis-Seize-Formen; - Ehemalige Mannschaftsspeiseanstalt mit Küche [Nr. 39], hallenartiger Bau mit barockisierend gegliederten Fassaden und Vorschussgiebeln an den Schmalseiten; - Nach Aufgabe militärischer Nutzung (1993) ab 2000/2001 mit Ausnahme von Gebäude Nr. 25 in Eigentumswohnanlage „Prinzregenten-Park“ umgewandelt; - Ehemaliger zugehöriger Wasserturm siehe Prinz-Ludwig-Straße 42 | D-1-78-124-296 Wikidata | weitere Bilder |
| Haydstraße 2 (Standort) | Villa Bertha | Zweigeschossiger asymmetrischer Bau mit Schopfwalmdach und Zwerchhaus, spätgründerzeitlich um 1890 | D-1-78-124-84 Wikidata  | weitere Bilder |
| Haydstraße 4 (Standort) | Ehemalige Präparandenschule                                                                                          | Dreigeschossiger Walmdachbau mit reicher neobarocker Putzgliederung, Flacherker und Mittelrisalit, um 1900 | D-1-78-124-85 Wikidata  | weitere Bilder |
| Haydstraße 8 (Standort) | Villa Eiche | Mehrfamilienhaus mit Ecktürmen und -erker, erbaut 1878, zwischen und über den Fenstern zum Teil Jugendstilmalereien, 1903 | D-1-78-124-86 Wikidata  | weitere Bilder |
| Heiliggeistgasse 1 (Standort) | Ehemalige Knabenschule St. Georg                                                                                     | Dreigeschossiger Bau auf U-förmigem Grundriss mit flachem Walmdach, in reich verzierter Neugotik, von Rudolf Wilhelm Gottgetreu, bezeichnet mit 1861 | D-1-78-124-87 Wikidata  | weitere Bilder |
| Heiliggeistgasse 5 (Standort) | Heilig-Geist-Spital                                                                                                  | Einheitlicher Vierflügelbau mit drei Geschossen und kräftiger barocker Putzgliederung, im Torweg Schlussstein des 14. Jahrhunderts, wohl von Antonio Riva 1686–88 Nach Süden gerichtete Spitalkirche, Saalbau mit stark eingezogener Apsis, Pilastergliederung und Haubenturm, 1697; mit Ausstattung | D-1-78-124-88 Wikidata  | weitere Bilder |
| Heiliggeistgasse 7 (Standort) | Wohnhaus | Dreigeschossiger Walmdachbau mit Zierfries unterhalb der Traufe, Mitte 19. Jahrhundert, 2004 im Inneren erneuert | D-1-78-124-89 Wikidata  | weitere Bilder |
| Heiliggeistgasse 8 (Standort) | Ehemaliges Domherrenhaus                                                                                             | Dreigeschossiger Traufseitbau mit reicher Putzgliederung und Figurennische, erbaut 1707 | D-1-78-124-90 Wikidata  | weitere Bilder |
| Heiliggeistgasse 9 (Standort) | Wohn- und Geschäftshaus                                                                                              | Stattlicher dreigeschossiger Eckbau mit Mezzanin und flachem Walmdach, im Maximiliansstil, Mitte 19. Jahrhundert, 2004 im Inneren erneuert | D-1-78-124-91 Wikidata  | weitere Bilder |
| Heiliggeistgasse 22 (Standort) | Ehemaliges Zollhaus                                                                                                  | Zweigeschossiger Eckbau mit Mezzanin in historisierenden Formen mit flachem Walmdach, erbaut 1863 | D-1-78-124-94 Wikidata  | weitere Bilder |
| Heiliggeistgasse 23 (Standort) | Wohnhaus | Schmaler zweigeschossiger Putzbau mit Schopfwalmdach, im Kern 18./19. Jahrhundert | D-1-78-124-95 Wikidata  | weitere Bilder |
| Heiliggeistgasse 26 (Standort) | Wohnhaus | Zweigeschossiger Walmdachbau mit reicher spätklassizistischer Gliederung, drittes Viertel 19. Jahrhundert | D-1-78-124-96 Wikidata  | weitere Bilder |
| Hummelgasse 14 (Standort) | Ehemaliges Benefiziatenhaus                                                                                          | Zweigeschossiger Eckbau mit kräftiger barocker Gliederung und neubarockem Zwerchhaus, um 1725 | D-1-78-124-64 Wikidata  | weitere Bilder |
| Ismaninger Straße 90 a (Standort) | Hofkapelle des Vierseithofes (Pförrerhof)                                                                            | Kleiner rechteckiger Putzbau mit Satteldach, Ende 17. Jahrhundert | D-1-78-124-102 Wikidata | Hofkapelle des Vierseithofes (Pförrerhof) |
| Kammergasse 18; Kammergasse 12 (Standort) | Östliche Einfriedungsmauer des ehemaligen Hofgartens                                                                 | Verputztes Ziegelmauerwerk mit Blendnischen-Gliederung, um 1663 | D-1-78-124-432          | weitere Bilder |
| Kammergasse 12 (Standort) | Ehemaliges Krankenhaus                                                                                               | Dreigeschossiger klassizistischer Bau mit Flachgiebel-Risalit und Walmdach, im Kern erstes Viertel 19. Jahrhundert, später verändert. 2011 umgebaut zum Volkhochschulgebäude | D-1-78-124-103 Wikidata | weitere Bilder |
| Kammergasse 16 (Standort) | Kinderheim und Waisenhaus St. Clara                                                                                  | Stattlicher dreigeschossiger Walmdachbau mit Mezzanin und reich gegliederter Fassade im Stil der Neurenaissance, um 1890 Lourdesgrotte, kleine kapellenartige Andachtsstätte aus aufgeschichteten Bruchsteinen, 1888 | D-1-78-124-104 Wikidata | weitere Bilder |
| Kammergasse 20 (Standort) | Kloster St. Clara | Zweigeschossige Einflügelanlage mit Walmdach, Putzgliederung und rückseitig angebauter Kapelle, 1848; mit Ausstattung | D-1-78-124-105 Wikidata | weitere Bilder |
| Kammergasse 26 (Standort) | Doppelhaushälfte | Zweigeschossiger Satteldachbau mit Flacherker und anschließendem erdgeschossigem Verbindungsbau mit figurbekrönter Balustrade, Wohnhaus erste Hälfte 19. Jahrhundert, Verbindungsbau um 1870 | D-1-78-124-106 Wikidata | weitere Bilder |
| Kammergasse 26 (Standort) | Ateliergebäude | zweigeschossige mit straßenseitig zurückversetztem Obergeschoss, mit Attika und Skulptur, nach Plänen von Alois Steinecker, um 1887 | D-1-78-124-464          | weitere Bilder |
| Kammerhof 5 (Standort) | Wohnhaus des Kammerhofes                                                                                             | Giebelfront mit Wappentafel, bezeichnet mit 1699, und aufgedoppelter Haustür des 18. Jahrhunderts | D-1-78-124-110 Wikidata | weitere Bilder |
| Kammerhof 7 (Standort) | Stadel des Kammerhofes                                                                                               | Erdgeschossiger Satteldachbau mit Krangauben, 1889 | D-1-78-124-112 Wikidata | weitere Bilder |
| Kirchgasse 3 (Standort) | Ehemaliges Benefiziatenhaus                                                                                          | Zweigeschossiger Satteldachbau mit geschweiftem Giebel und bekrönendem Dreieck, 18. Jahrhundert, im 20. Jahrhundert erneuert | D-1-78-124-114 Wikidata | weitere Bilder |
| Kirchgasse 7 (Standort) | Katholische Pfarrkirche St. Georg                                                                                    | Dreischiffige Staffelhalle mit eingezogenem polygonalem Schluss und Westturm, um 1440 erbaut und 1491–94 gewölbt, Turm 1679–89 von Antonio Riva; mit Ausstattung | D-1-78-124-115 Wikidata | weitere Bilder |
| Kirchgasse, Nähe Stadtpfarrkirche (Standort) | Georgsbrunnen | Laufbrunnen, bestehend aus Säulenfigur St. Georg mit Drachen und kleinem Bassin, aus Sandstein, nach einem Entwurf von Günther Blumentritt, bezeichnet mit 1907 | D-1-78-124-392 Wikidata | weitere Bilder |
| Lantbertstraße 42 (Standort) | Geleitsmarkstein | Bezeichnet mit dem Jahr 1718 | D-1-78-124-13 Wikidata  | weitere Bilder |
| Luckengasse 4 (Standort) | Wohnhaus | Zweigeschossiger Giebelbau mit barocker Putzquadergliederung, 18. Jahrhundert | D-1-78-124-121 Wikidata | weitere Bilder |
| Luckengasse 5 (Standort) | Wohnhaus | Zweigeschossiger giebelständiger Satteldachbau, spätgotischer Kernbau, wohl 15. Jahrhundert, mit straßenseitiger Erweiterung und rückwärtigem Anbau des 17./18. Jahrhunderts | D-1-78-124-301 Wikidata | weitere Bilder |
| Luckengasse 7 (Standort) | Ehemaliges Alten- und Waisenhaus                                                                                     | Dreigeschossige Vierflügelanlage mit gewölbten Raumzonen im Erdgeschoss und umlaufenden Gängen zum Innenhof, Anfang 18. Jahrhundert, mit ehemaliger zweigeschossiger Hauskapelle | D-1-78-124-298 Wikidata | weitere Bilder |
| Luckengasse 9 (Standort) | Gasthaus | Zweigeschossiger Traufseitbau mit segmentbogigen Fenstern und gewölbtem Erdgeschoss, wohl um 1840/50 über älterem Kern neu erbaut | D-1-78-124-299 Wikidata | weitere Bilder |
| Luckengasse 10 (Standort) | Wohnhaus | Zweigeschossiger Giebelbau mit Mittelerker, 18. Jahrhundert | D-1-78-124-122 Wikidata | weitere Bilder |
| Luckengasse 12 (Standort) | Wohnhaus | Zweigeschossiger Giebelbau mit Toreinfahrt und seitlichem Erker, im Kern wohl 17. Jahrhundert | D-1-78-124-123 Wikidata | weitere Bilder |
| Mainburger Straße, Nähe Waldfriedhof (Standort) | Bildstock | Bildstock zum Gedenken an einen im Ersten Weltkrieg Gefallenen, errichtet vor 1918, renoviert 1964 | D-1-78-124-129 Wikidata | weitere Bilder |
| Mainburger Straße 2 (Standort) | Wohnhaus | Zweigeschossiger Walmdachbau mit Traufgesims und zurückhaltender Mittenbetonung, zweites Viertel 19. Jahrhundert | D-1-78-124-124 Wikidata | weitere Bilder |
| Mainburger Straße 23 (Standort) | Wohnhaus | Zweigeschossiger Satteldachbau mit Putzgliederung und Dacherker, Mitte 19. Jahrhundert | D-1-78-124-126 Wikidata | weitere Bilder |
| Mainburger Straße 26 (Standort) | Brauerei Moy, Hofbräuhaus                                                                                            | Reich gegliederte Baugruppe in barockisierendem Jugendstil mit Pilastern, geschwungenem Eingangsbereich und verschiedenen Dachformen; Nebengebäude, nördlich liegendes Brauereigebäude mit Putzgliederung, Schopfwalmdach und kleinem Turm Nebengebäude, südlich liegendes erdgeschossiges Verwaltungsgebäude mit Schopfwalmdach, firsthohen Zwerchhäusern und Schleppgauben; alle Gebäude nach Plänen von Josef Rank 1905 erbaut | D-1-78-124-127 Wikidata | weitere Bilder |
| Mainburger Straße 36 (Standort) | Gasthaus Peterhof | Zweigeschossiger Bau mit Halbwalmdach und Putzbänderung, 1834 (dendrochronologisch datiert) Östlich angebunden langgestreckte Kelleranlage auf T-förmigem Grundriss mit Tonnengewölben, in Ziegelmauerwerk, wohl zeitgleich | D-1-78-124-128 Wikidata | weitere Bilder |
| Marienplatz (Standort) | Mariensäule | Aus rotem und weißem Marmor, 1674 errichtet, oftmals erneuert | D-1-78-124-134 Wikidata | weitere Bilder |
| Marienplatz 2 (Standort) | Gasthaus, ehemals „Zum Freischütz“                                                                                   | Dreigeschossiger Eckbau mit steilem Satteldach und Erdgeschossarkaden, im Kern 15./16. Jahrhundert | D-1-78-124-131 Wikidata | weitere Bilder |
| Marienplatz 4 (Standort) | Wohnhaus, sog. Geislerhaus                                                                                           | Dreigeschossiger Walmdachbau mit klassizistisch ornamentierte Fassade, 1810, im Inneren entkernt | D-1-78-124-132 Wikidata | weitere Bilder |
| Marienplatz 7 (Standort) | Ehemaliges Fürstbischöfliches Lyceum und Gymnasium                                                                   | Barocker dreigeschossiger Vierflügelbau mit langer Straßenfront und kleinem Glockenturm, begonnen wohl von Antonio Riva 1695, Westflügel 1707–09, Ostflügel 1737, ab 1764 Südflügel; mit Ausstattung | D-1-78-124-133 Wikidata | weitere Bilder |
| Martin-Luther-Straße 2 (Standort) | Wohnhaus | Dreigeschossiger Bau mit Halbwalmdach und historisierender Fassadengestaltung der späten Gründerzeit, Ende 19. Jahrhundert | D-1-78-124-139 Wikidata | weitere Bilder |
| Martin-Luther-Straße 4 (Standort) | Mietshaus | Dreigeschossiger Satteldachbau mit Mezzanin, geschweiftem Zwerchgiebel und Erker im Stil der Gründerzeit, 1906 | D-1-78-124-140 Wikidata | weitere Bilder |
| Mittlerer Graben 5 (Standort) | Wohnhaus | Zweigeschossiger Traufseitbau mit steilem Satteldach, zusammen mit Nr. 7, an der Stelle der ehemaligen Stadtmauer, 1554 (dendrochronologisch datiert) | D-1-78-124-335 Wikidata | weitere Bilder |
| Mittlerer Graben 7 (Standort) | Wohnhaus | Zweigeschossiger Traufseitbau mit steilem Satteldach, zusammen mit Nr. 5, an der Stelle der ehemaligen Stadtmauer,1554 (dendrochronologisch datiert) | D-1-78-124-336 Wikidata | weitere Bilder |
| Mittlerer Graben 35 (Standort) | Fresko | Barocke Darstellung Mariens mit dem Jesuskind, 18. Jahrhundert | D-1-78-124-135 Wikidata | weitere Bilder |
| Mittlerer Graben 47 (Standort) | Ehemaliges Domherrenhaus                                                                                             | Dreigeschossiger Walmdachbau mit segmentbogiger Durchfahrt, im Kern 17./18. Jahrhundert, im 20. Jahrhundert erneuert | D-1-78-124-136 Wikidata | weitere Bilder |
| Münchner Straße 32 (Standort) | Ehemalige Traktorenfabrik Schlüter                                                                                   | Architektonisch sorgfältig gegliederte Anlage bestehend aus: Ehemaliges Verwaltungsgebäude, zweigeschossiger Walmdachbau in L-Form mit Eckbauten und Erker, im klassizierenden Jugendstil von Jakob Heilmann und Max Littmann erbaut, um 1910; Ehemaliges Fabrikationsgebäude, Baukomplex aus verschiedenen Gebäudeformen und mit zwei Türmen, teilweise mit Schweifgiebeln, gleichzeitig; Ehemaliges Pförtnerhaus, erdgeschossiger Walmdachbau mit Eckerkern, gleichzeitig; Inzwischen wurden die Fabrikationsgebäude umgewandelt in das „Schlüter Einkaufszentrum“ | D-1-78-124-143 Wikidata | weitere Bilder |
| Münchner Straße 32 (Standort) | Sogenanntes Abensbergerdenkmal                                                                                       | Antikisierender Gedenkstein für Nikolaus von Abensberg (+ 1485), in Form eines Grabmals, bezeichnet mit 1804 | D-1-78-124-144 Wikidata | weitere Bilder |
| Münchner Straße 38 (Standort) | Wohnhaus | Ehemals zur Schlüter-Fabrik gehörender erdgeschossiger Zeltdachbau mit Erker, um 1910 | D-1-78-124-145 Wikidata | Wohnhaus |
| Milchstraße 5; Münchner Straße 42 (Standort) | Ehemaliger Gutshof Schlütergut                                                                                       | Dreiflügeliger und zweigeschossiger Satteldachbau mit Turm, Eckerkern und gartenseitiger Veranda, im historisierenden Stil von Jakob Heilmann und Max Littmann, um 1910; Turm, heute in Werkshalle integrierter mehrgeschossiger Turm mit Mansardzeltdach, gleichzeitig; Ehemaliges Bienenhaus, zweigeschossiger massiver Zeltdachbau flankiert von hölzernen Flügeln mit einhüftigem Satteldach, gleichzeitig; Ehemaliges Taubenhaus, längsgerichteter erdgeschossiger Massivbau mit Walmdach und aufgesetztem Taubenschlag, gleichzeitig | D-1-78-124-146 Wikidata | weitere Bilder |
| Obere Domberggasse 1 (Standort) | Ehemaliger Domherrenhof                                                                                              | Dreigeschossiger Giebelbau mit Rauputzgliederung und Kehlgesims, 18. Jahrhundert | D-1-78-124-147 Wikidata | weitere Bilder |
| Obere Domberggasse 2 (Standort) | Ehemaliges Domherrenhaus                                                                                             | Ehem. Domherrenhaus, im Kern spätgotischer Bau, seit dem 17. Jh. Hofwagnerei, durchgreifender Umbau zum Wohnhaus unter Bewahrung der spätgotischen Umfassungsmauern, dreigeschossiger Satteldachbau, Quergiebel mit Schopfwalm, mit westseitigem Standerker mit Pultdach und Flacherker sowie straßenseitigem Anbau, nach Plänen von Alois Steinecker, reduziert historisierend, 1905. | D-1-78-124-340          | weitere Bilder |
| Obere Domberggasse 3 (Standort) | Wohl ehemaliges Kanonikerhaus von Stift St. Andreas                                                                  | Dreigeschossiger Bau mit Mezzanin und freskierter Giebelwand mit steigenden Spitzbogenblenden (verwendet als Giebelwand von Obere Domberggasse 5), im Kern 15. Jahrhundert, Umbau 20. Jahrhundert | D-1-78-124-288 Wikidata | Wohl ehemaliges Kanonikerhaus von Stift St. Andreas |
| Obere Domberggasse 5 (Standort) | Wohn- und Geschäftshaus                                                                                              | Zweigeschossiger Traufseitbau mit stattlicher Satteldach, im Kern 17./18. Jahrhundert; enthält spätgotische Giebelwand von Obere Domberggasse 3, vergleiche dort | D-1-78-124-148 Wikidata | weitere Bilder |
| Obere Domberggasse 9 (Standort) | Wohnhaus | Zweigeschossiger Traufseitbau mit Dachwerk und spätgotischer Holzbalkendecke im Obergeschoss aus der Zeit um 1500, Fassade um 1860/70 umgestaltet | D-1-78-124-290 Wikidata | weitere Bilder |
| Obere Domberggasse 15, 15 a (Standort) | Ehemaliges Domherrenhaus                                                                                             | Dreiflügelige Anlage, Hauptflügel mit Walmdach, Profilgesims und Fenstern mit geohrter Rahmung, Anfang 18. Jahrhundert | D-1-78-124-149 Wikidata | weitere Bilder |
| Obere Domberggasse 16 (Standort) | Ehemalige Fronveste mit fürstbischöflichem Stadt- und Landgericht                                                    | Ursprünglich nur mehrgeschossiger Turm mit Zeltdach von 1664, dann um die anschließenden Flügel im 17./18. Jahrhundert erweitert | D-1-78-124-150 Wikidata | weitere Bilder |
| Obere Hauptstraße (Standort) | Kriegerdenkmal in der Oberen Hauptstraße                                                                             | In Form eines Obelisken mit Brunnen und bronzenen Löwen, 1905 | D-1-78-124-178 Wikidata | weitere Bilder |
| Obere Hauptstraße 2 (Standort) | Rathaus | Stattlicher dreigeschossiger Eckbau, malerisch mit Giebeln und Erkern in späthistoristischen Formen asymmetrisch gegliedert, von Günther Blumentritt 1904/05 erbaut; mit Ausstattung | D-1-78-124-151 Wikidata | weitere Bilder |
| Obere Hauptstraße 4 (Standort) | Wohn- und Geschäftshaus                                                                                              | Viergeschossiger Traufseitbau mit übergreifendem Erker, im Kern 16. Jahrhundert, in der zweiten Hälfte 19. Jahrhundert aufgestockt, Malereien am Erker bezeichnet mit 1933 | D-1-78-124-152 Wikidata | weitere Bilder |
| Obere Hauptstraße (zwischen 4 und 6) (Standort) | Ehemaliges Friedhofstor                                                                                              | Gotisches Spitzbogenportal zwischen Oberer Hauptstraße und Kirchgasse | D-1-78-124-153          | weitere Bilder |
| Obere Hauptstraße 6 (Standort) | Wohn- und Geschäftshaus                                                                                              | Zweigeschossiger Giebelbau mit segmentbogigen Fensteröffnungen, 18. Jahrhundert | D-1-78-124-154 Wikidata | weitere Bilder |
| Obere Hauptstraße 7 (Standort) | Wohn- und Geschäftshaus                                                                                              | Dreigeschossiger Traufseitbau mit barocker Putzgliederung und steilem Satteldach, 18. Jahrhundert, im 20. Jahrhundert vereinfacht | D-1-78-124-155 Wikidata | weitere Bilder |
| Obere Hauptstraße 9 (Standort) | Wohn- und Geschäftshaus                                                                                              | Dreigeschossiger Mansarddachbau mit zwei Zwerchhäusern und neubarockem Dekor, um 1900 wohl über älterem Kern | D-1-78-124-156 Wikidata | weitere Bilder |
| Obere Hauptstraße 11 (Standort) | Wohn- und Geschäftshaus                                                                                              | Dreigeschossiger Traufseitbau mit barocker Putzbändergliederung, 18. Jahrhundert | D-1-78-124-157 Wikidata | weitere Bilder |
| Obere Hauptstraße 12 (Standort) | Ehemaliges Gasthaus zum Hirschen                                                                                     | Dreigeschossiger Eckbau mit steilem Satteldach, klassizistische Fassade mit rundbogigen Fenstern und Stuckreliefs in den Bogenfeldern, Ende 14. Jahrhundert/15. Jahrhundert, zweites Obergeschoss sowie Dachwerk um 1562, klassizistische Fassadendekoration um 1820; Nebengebäude, traufständiger, dreigeschossiger Satteldachbau, zweite Hälfte 18. Jahrhundert, Umbau um 1820 und 1888 | D-1-78-124-158 Wikidata | weitere Bilder |
| Obere Hauptstraße 14 (Standort) | Wohn- und Geschäftshaus                                                                                              | Stattlicher dreigeschossiger Walmdachbau mit biedermeierlicher Fassade, am Portal bezeichnet 1804, Dachwerk um 1723 (dendrochronologisch datiert) | D-1-78-124-159 Wikidata | weitere Bilder |
| Obere Hauptstraße 18 (Standort) | Ehemalige Stadt- und Landrichterwohnung, später Posthalterei                                                         | Zweigeschossiger Giebelbau mit reicher neubarocker Fassade von 1904, im Kern mittelalterlich | D-1-78-124-161 Wikidata | weitere Bilder |
| Obere Hauptstraße 19 (Standort) | Wohn- und Geschäftshaus                                                                                              | Dreigeschossiger Satteldachbau mit Neurenaissance-Dekorationen und reich verziertem Zwerchhaus, um 1870/80, wohl mit älterem Kern | D-1-78-124-162 Wikidata | weitere Bilder |
| Obere Hauptstraße 20 (Standort) | Wohn- und Geschäftshaus                                                                                              | Zweigeschossiger Satteldachbau mit fialengekröntem Treppengiebel, im Kern spätgotisch, im 19. und 20. Jahrhundert verändert | D-1-78-124-163 Wikidata | weitere Bilder |
| Obere Hauptstraße 22 (Standort) | Wohn- und Geschäftshaus                                                                                              | Schmaler dreigeschossiger Bau mit einem über den Dachansatz gezogenen Dreiecksgiebel, Ende 18. Jahrhundert, wohl mit älterem Kern | D-1-78-124-164 Wikidata | weitere Bilder |
| Obere Hauptstraße 24 (Standort) | Ehemaliges Gasthaus Daurerbräu                                                                                       | Zweigeschossiger Giebelbau mit Fenstererker, im Kern wohl mittelalterlich, Putzgliederung 17. Jahrhundert | D-1-78-124-165 Wikidata | weitere Bilder |
| Obere Hauptstraße 26 (Standort) | Ehemaliger Domherrenhof, sogenanntes Härtingerhaus                                                                   | Stattlicher dreigeschossiger palaisartiger Bau mit reicher Fassadengliederung und Arkadenöffnungen am hofseitigen Flügel, spätes 17. Jahrhundert; mit Ausstattung | D-1-78-124-166 Wikidata | weitere Bilder |
| Obere Hauptstraße 27 (Standort) | Wohn- und Geschäftshaus                                                                                              | Zweigeschossiger Giebelbau mit steilem Satteldach, im Kern wohl spätgotisch | D-1-78-124-167 Wikidata | weitere Bilder |
| Obere Hauptstraße 34 (Standort) | Wohn- und Geschäftshaus                                                                                              | Dreigeschossiger Giebelbau mit neubarockem Schweifgiebel und Putzgliederung, im Kern 17./18. Jahrhundert, um 1900 aufgestockt und historisierend verändert | D-1-78-124-168 Wikidata | weitere Bilder |
| Obere Hauptstraße 36 (Standort) | Wohn- und Geschäftshaus                                                                                              | Dreigeschossiger Traufseitbau mit reicher Neurenaissance-Fassadengliederung, im Kern 17. Jahrhundert, um 1880 aufgestockt und verändert | D-1-78-124-169 Wikidata | weitere Bilder |
| Obere Hauptstraße 38 (Standort) | Wohn- und Geschäftshaus                                                                                              | Zweigeschossiger Eckbau mit steilem Satteldach, im Kern Mitte 16. Jahrhundert (Dendro 1556), im 17./18. Jahrhundert umgebaut, über dem Eingang Apostelrelief, 17. Jahrhundert | D-1-78-124-170 Wikidata | weitere Bilder |
| Obere Hauptstraße 42 (Standort) | "Furtnerbräu"; ehemaliger Brauereigasthof                                                                            | Stattlicher dreigeschossiger Eckbau mit flachen Risaliten und klassizisierender Fassadengliederung, nach Brand 1886 neu erbaut Rückwärtig ehemaliges Brauereigebäude, hoher Satteldachbau mit versetzt angeordneten Gewölberäumen, zum Teil in zwei Geschossen, und in gleicher Traufhöhe angeschlossenem Bauteil (Malzdarre), im Kern wohl zweite Hälfte 18. Jahrhundert, Dachwerk mit Lagerböden nach 1886 erneuert | D-1-78-124-171 Wikidata | weitere Bilder |
| Obere Hauptstraße 44 (Standort) | Ehemaliger Dechanthof St. Veit                                                                                       | Rückversetzter zweigeschossiger Bau mit steilem Satteldach, 17. Jahrhundert | D-1-78-124-172 Wikidata | weitere Bilder |
| Obere Hauptstraße 51 (Standort) | Wohn- und Geschäftshaus                                                                                              | Dreigeschossiger Walmdachbau mit Figurennische, Fassade mit reicher Neurenaissance-Gliederung, um 1870 wohl mit älterem Kern | D-1-78-124-173 Wikidata | weitere Bilder |
| Obere Hauptstraße 52 (Standort) | Nördlicher Teil des ehemaligen Domherrenhofes mit Hauskapelle                                                        | Zweigeschossiger barocker Bau mit Walmdach, um 1730; mit ´Ausstattung | D-1-78-124-174 Wikidata | weitere Bilder |
| Obere Hauptstraße 62 (Standort) | Wohn- und Geschäftshaus                                                                                              | Freistehender dreigeschossiger Bau mit Polygonalerker, 15./16. Jahrhundert, Erdgeschoss 1937 umgebaut | D-1-78-124-176 Wikidata | weitere Bilder |
| Obere Hauptstraße 66 (Standort) | Gasthaus Karlwirt | Zweigeschossiger Eckbau mit Walmdach und biedermeierlicher Fassadengestaltung, zweites Viertel 19. Jahrhundert | D-1-78-124-177 Wikidata | weitere Bilder |
| Oberer Graben 2, 4 (Standort) | Kommunwand von Oberer Graben 2 und 4                                                                                 | Blendnischengegliederte Stadtmauerreste, spätmittelalterlich | D-1-78-124-223 Wikidata | BW |
| Pallottinerstraße 2; Pallottinerstraße 2a (Standort) | Pallottinerkloster mit Kirche                                                                                        | Saalkirche St. Johannes mit Chorscheitelturm und stark eingezogener Apsis im Stil des späten Expressionismus, in Klinkerbauweise als bedeutendes Werk des kirchlichen Expressionismus von Jan Hubert Pinand 1928-30 errichtet, neogotisierende Umgestaltung 1971; mit Ausstattung; Klostergebäude, dreigeschossige Dreiflügelanlage in Klinkerbauweise mit Walmdach, von Jan Hubert Pinand, gleichzeitig; Klostermauer, hohe Klinkermauer, gleichzeitig; Ehemaliges ökonomisches Nebengebäude, langgestreckter zweigeschossiger Walmdachbau in Klinkerbauweise, gleichzeitig | D-1-78-124-232 Wikidata | weitere Bilder |
| Parkstraße 7 (Standort) | Städtischer Baustadel                                                                                                | Städtischer Baustadel, stattlicher zweigeschossiger Satteldachbau mit Putzgliederung, wohl 1848. | D-1-78-124-436          | weitere Bilder |
| Prinz-Ludwig-Straße 1; Ganzenmüllerstraße 2; Nähe Kammergasse. (Standort)                                                                                                 | Kath. Friedhofskirche St. Mariae Himmelfahrt                                                                         | nachgotischer Saalbau mit polygonalem Chorschluss,1543-45, Barockisierung mit Anbau von Vorhaus und Turm, 1708; mit Ausstattung; zugehöriger Friedhof St. Georg, zusammen mit der Kirche 1543 über ehem. Pest- und Armenfriedhof der 2. Hälfte des 14. Jh. angelegt, 1835 erste Erweiterung, ummauerte Anlage mit zahlreichen Grabdenkmälern des 17. bis frühen 19. Jh., darunter auch das Grabmal der Familie Oberbucher, frühklassizistisch, 1790, zweite Erweiterung mit Bau der Aussegnungshalle und Gruftarkaden, 1870/71, mit zahlreichen Bestattungen des späten 19. und frühen 20. Jh., darunter die Grab- und Gedenkstätte der Firma Steinecker, späthistoristisch, mit flankierenden Obelisken, 1899 | D-1-78-124-179 Wikidata | weitere Bilder |
| Prinz-Ludwig-Straße 4 (Standort) | Ehemaliger Grabstein                                                                                                 | Eingemauerter reliefierter Kalkstein, bezeichnet mit 1572 | D-1-78-124-181 Wikidata | Ehemaliger Grabstein |
| Prinz-Ludwig-Straße 23 (Standort) | Villa | Zweigeschossiger Schopfwalmbau der späten Gründerzeit mit durchgehendem Zwerchhaus und Putzornament, um 1890 | D-1-78-124-182 Wikidata | weitere Bilder |
| Prinz-Ludwig-Straße 24 (Standort) | Wohnhaus der ehemaligen Ziegelei, sogenanntes Steinecker-Haus                                                        | Zweigeschossiger Satteldachbau mit Treppengiebel und breitem Flacherker, 1882 | D-1-78-124-183 Wikidata | weitere Bilder |
| Prinz-Ludwig-Straße 26 (Standort) | Portal | Reich ornamentiertes Jugendstilportal, bezeichnet mit 1906–07 | D-1-78-124-184 Wikidata | weitere Bilder |
| Prinz-Ludwig-Straße 27 (Standort) | Villa | Zweigeschossiger neobarocker Mansarddachbau mit Zwerchhäusern und durchgehendem Eckerker mit Türmchen, um 1890 | D-1-78-124-185 Wikidata | weitere Bilder |
| Prinz-Ludwig-Straße 32 (Standort) | Villa | Villa, malerischer Gruppenbau, zweigeschossig mit Walmdachüber hohem Sockelgeschoss mit halbrundem Treppenturm, Balkonen, übergiebelten Risaliten und Erkern, von Alois Steinecker, in historisierender Formensprache, 1901; Einfriedung mit gemauerten Pfeilern und Tor, gleichzeitig. | D-1-78-124-439          | weitere Bilder |
| Prinz-Ludwig-Straße 42 (Standort) | Städtischer Wasserturm und Pumpenhaus                                                                                | Oktogonaler Betonbau mit Haubendach, um 1905; Dazugehöriges Pumpenhaus; kleiner tempelartiger Bau mit Satteldach und Fußwalm, von Alois Steinecker, | D-1-78-124-187 Wikidata | weitere Bilder |
| Rindermarkt 2; Ziegelgasse 8a (Standort) | Ehemaliges Priesterhaus                                                                                              | Viergeschossiger Eckbau mit Mansarddach und Erker, im Inneren Stuck, im Kern 18. Jahrhundert, Ende 19. Jahrhundert verändert und Fassade neu gestaltet | D-1-78-124-188 Wikidata | weitere Bilder |
| Rindermarkt 4 (Standort) | Wohn- und Geschäftshaus                                                                                              | Zweigeschossiger Traufseitbau mit Aufzugsgaube, im Kern um 1700, an der Fassade erneuerte Putzgliederung | D-1-78-124-189 Wikidata | weitere Bilder |
| Rindermarkt 10 (Standort) | Ehemaliges Wohnhaus mit Werkstatt, jetzt Katholisches Pfarramt St. Georg                                             | Dreigeschossiger Eckbau auf winkelförmigem Grundriss, im Heimatstil, 1904, 2017 renoviert | D-1-78-124-384 Wikidata | weitere Bilder |
| Rindermarkt 15 (Standort) | Wohnhaus | Schmaler dreigeschossiger Traufseitbau mit hohem Satteldach und Standerker, im Kern 18. Jahrhundert, im 19. und 20. Jahrhundert umgebaut | D-1-78-124-190 Wikidata | weitere Bilder |
| Rindermarkt 17 (Standort) | Wohn- und Geschäftshaus                                                                                              | Zweigeschossiger Traufseitbau mit zwei Aufzugsgauben, im Kern 17./18. Jahrhundert | D-1-78-124-191 Wikidata | weitere Bilder |
| Rindermarkt 18 (Standort) | Ehemaliges Wohnhaus des Hofmaurermeisters Lorenz Hirschstötter, sogenanntes Ziererhaus, jetzt Standesamt             | Dreigeschossiger Eckbau mit Zwerchhaus und reich stuckierter Fassade nach Norden, um 1730, Inneres um 1980 entkernt | D-1-78-124-192 Wikidata | weitere Bilder |
| Saarstraße 1 (Standort) | Wohnhaus | Zweigeschossiger Satteldachbau im Heimatstil mit Eckerker und Hausfigur Hl. Florian, wohl um 1910 | D-1-78-124-193 Wikidata | weitere Bilder |
| Saarstraße 2 (Standort) | Evangelisch-Lutherische Pfarrkirche Christi Himmelfahrt                                                              | Saalbau mit Westturm, 1955; mit historischer Ausstattung | D-1-78-124-141 Wikidata | weitere Bilder |
| Sackgasse 9 (Standort) | Wohnhaus | Ursprünglich zweigeschossiger, reich bemalter Gartenpavillon mit Ständerwänden im Obergeschoss und Walmdach von 1692 (dendrochronologisch datiert), im Kern älter, um 1800 Umbau in zweigeschossiges Wohnhaus mit Satteldach, Ausbau zweite Hälfte 19. Jahrhundert; südlicher Kopfbau der geschlossenen Häuserzeile mit Sackgasse 3, 5, 7 und 7a | D-1-78-124-390 Wikidata | weitere Bilder |
| Schießstättstraße 2 (Standort) | Ehemalige Schießstätte                                                                                               | Bestehend aus einem zweigeschossigen Walmdachbau mit nördlichem erdgeschossigem Anbau mit Satteldach, erstes Drittel 19. Jahrhundert | D-1-78-124-195 Wikidata | weitere Bilder |
| Sondermüllerweg 6 (Standort) | Ehemalige Mühle | Zweigeschossiger Massiv- und Fachwerkbau mit Steilsatteldach, im Kern wohl 17. Jahrhundert, Mitte 19. Jahrhundert umgebaut | D-1-78-124-196 Wikidata | weitere Bilder |
| Untere Domberggasse 3 (Standort) | Wohnhaus | Zweigeschossiger Halbwalmbau mit hohem Kellergeschoss, 18. Jahrhundert | D-1-78-124-200 Wikidata | weitere Bilder |
| Untere Domberggasse 6 (Standort) | Wohnhaus | Zweigeschossiger Eckbau mit reich gegliederter barocker Fassade und Satteldach, 18. Jahrhundert | D-1-78-124-201 Wikidata | weitere Bilder |
| Untere Domberggasse 8 (Standort) | Wohnhaus | Stattlicher zweigeschossiger Satteldachbau, 18./19. Jahrhundert Stadel, zweigeschossiger Satteldachbau mit Treppengiebel und Holztor, am Kragstein bezeichnet mit 1835 | D-1-78-124-202 Wikidata | weitere Bilder |
| Untere Hauptstraße 2 (Standort) | Wohn- und Geschäftshaus, sog. „Markushaus“                                                                           | Viergeschossiger Eckbau mit Erker und Dachaufbauten im Heimatstil gestaltet, im Kern Mitte 16. Jahrhundert (dendrochronologisch datiert 1566/67) mit südlichem Erweiterungsbau des 18. Jahrhunderts | D-1-78-124-203 Wikidata | weitere Bilder |
| Untere Hauptstraße 3 (Standort) | Hotel Bayerischer Hof                                                                                                | Straßenseitiger Flügel mit zwei neugotischen Treppengiebeln und Zinnen, Kernbau von 1614, um 1840 und 1860 erweitert und umgestaltet | D-1-78-124-204 Wikidata | weitere Bilder |
| Untere Hauptstraße 5 (Standort) | Ehemaliges Hofkastenamt                                                                                              | Stattlicher dreigeschossiger Traufseitbau mit steilem Satteldach, Fassade mit erneuerter Bemalung und Rokoko-Balkon, zweite Hälfte 18. Jahrhundert, wohl über älterem Kern | D-1-78-124-206 Wikidata | weitere Bilder |
| Untere Hauptstraße 7 (Standort) | Ehemaliges Domherrenhaus                                                                                             | Viergeschossiger Traufseitbau mit Schweifgiebel und aufwändiger Stuckdekoration, um 1725–30 | D-1-78-124-207 Wikidata | weitere Bilder |
| Untere Hauptstraße 17 (Standort) | Wohn- und Geschäftshaus                                                                                              | Dreigeschossiger Traufseitbau mit spätklassizistischer Fassadengliederung um 1870, im Kern wohl um 1500 | D-1-78-124-209 Wikidata | weitere Bilder |
| Untere Hauptstraße 21 (Standort) | Wohn- und Geschäftshaus, sog. Tritscheler-Haus                                                                       | Zweigeschossiger Eckbau mit lisenenbesetztem Giebel und steilem Satteldach, im Kern wohl noch 17. Jahrhundert, erneuert 1951 | D-1-78-124-210 Wikidata | weitere Bilder |
| Untere Hauptstraße 24 (Standort) | Wohn- und Geschäftshaus                                                                                              | Zweigeschossiger Giebelbau mit Steilsatteldach und Putzbänderung sowie Laubengang und Balusterbrettern am östlichen dreigeschossigen Hofflügel, 18. Jahrhundert; Rückgebäude, westlicher Hofflügel, erdgeschossiger Satteldachbau, 18. Jahrhundert | D-1-78-124-211 Wikidata | weitere Bilder |
| Untere Hauptstraße 26 (Standort) | Ehemaliges Wohnhaus des fürstlichen Oberjägermeisters                                                                | Stattlicher dreigeschossiger Traufseitbau mit zwei Erkern und Figurennische und Arkaden am östlichen Hofflügel, 17./18. Jahrhundert | D-1-78-124-212 Wikidata | weitere Bilder |
| Untere Hauptstraße 27, Apothekergasse 4 (Standort) | Ehemaliges Hofkanzlerhaus, später Sitz des Stadtprokurators                                                          | Stattlicher viergeschossiger Traufseitbau mit hohem Satteldach und Eckerker, 17. Jahrhundert, mit geschnitzter Rokokohaustüre in neuer Verwendung; Rückgebäude mit Gewölben, im Kern wohl 16. Jahrhundert, 1985–88 erneuert | D-1-78-124-213 Wikidata | weitere Bilder |
| Untere Hauptstraße 30 (Standort) | ehemaliges Handwerkerhaus                                                                                            | dreigeschossiger Traufseitbau mit hohem Satteldach, Dachtragwerk 15. Jh. (dendro.dat.), straßenseitige Aufstockung und Fassadengestaltung in historisierender Formensprache, nach Plänen von Baumeister Johann Baptist Grässl, 1887, Dachterrasse mit schmiedeeisernem Geländer, 1902 | D-1-78-124-364          | BW |
| Untere Hauptstraße 30, 32, 34 (Standort) | ehemaliges Handwerkerhaus                                                                                            | zweigeschossiger Traufseitbau mit hohem Satteldach, Dachtragwerk um 1400 (1374/75 oder 1404/05 dendro.dat.), rückwärtig mit ehem. Seilerei, 18./19. Jh. | D-1-78-124-365          | BW |
| Untere Hauptstraße 31 (Standort) | Ehemalige Katholische Mädchenschulkirche St. Korbinian                                                               | Saalbau mit Rundbogenfenstern und Mezzanin auf Arkadengang stehend, von Johann Baptist Bernlochner unter Verwendung des ehemaligen Franziskanerklosters von 1661 errichtet, 1842/1843; mit Ausstattung; Ehemalige Mädchenschule, jetzt Grundschule, dreigeschossiger Walmdachbau auf hohem Kellergeschoss mit Freitreppe, 19. Jahrhundert, später vereinfacht | D-1-78-124-215 Wikidata | weitere Bilder |
| Untere Hauptstraße 37 (Standort) | Wohn- und Geschäftshaus                                                                                              | Ehemalige Bäckerei, dreigeschossiger Traufseitbau mit Mittelrisalit und Fassadengliederung der Neurenaissance, erbaut 1879 | D-1-78-124-216 Wikidata | weitere Bilder |
| Untere Hauptstraße 38 (Standort) | Ehemaliges Wohnhaus der Propstei von Neustift                                                                        | Stattlicher zweigeschossiger spätgotischer Steilsatteldachbau mit Inschrift und Wappen des Propstes von Neustift an der Giebelfassade, bezeichnet mit 1433–34 | D-1-78-124-217 Wikidata | weitere Bilder |
| Untere Hauptstraße 39 (Standort) | Wohn- und Geschäftshaus                                                                                              | Dreigeschossiger Eckbau mit Mansardwalmdach und zwiebelbekröntem Eckturm, bezeichnet mit 1890 | D-1-78-124-218 Wikidata | weitere Bilder |
| Untere Hauptstraße 42 (Standort) | Wohn- und Geschäftshaus                                                                                              | Dreigeschossiger Traufseitbau mit Mezzanin und spätklassizistischer Putzgliederung, Dendrochronologischen Untersuchungen weisen auf eine Errichtung des Gebäudes um das Jahr 1526. Es wurde als ein dreigeschossiges Haus mit einem zur Straße hin traufseitig stehendem Satteldach gebaut. Die Namen der damaligen Bauherren sind nicht bekannt. Die früheste Erwähnung findet sich im Salbuch des Heiliggeistspitals in einem Eintrag vom 28. April 1550. Damals waren Georg Seilmair und seine Frau Agatha die Eigentümer. | D-1-78-124-220 Wikidata | weitere Bilder |
| Untere Hauptstraße 44 (Standort) | Wohn- und Geschäftshaus                                                                                              | Dreigeschossiger Traufseitbau mit Dachgeländer und reicher, neugotischer Fassadengliederung. Dendrochronologische Auswertung zeigen, dass die für den Bau verwendeten Hölzer im Winter 1566/67 geschlagen wurden und somit das Haus in diesen Jahren errichtet wurde. Der Bau ersetzt einen Vorgängerbau, dessen Dachansatz sich an der Trennwand zum westlichen Nachbargebäude noch abzeichnet. Die ab dem zweiten Dachgeschoss erhaltene Dachkonstruktion zeigt, dass das Gebäude zunächst als zweigeschossiger Bau in Ziegelmauerwerk gebaut wurde. Die Aufstockung zu dem heute dreigeschossigen Gebäude erfolgte erst im 19. Jahrhundert in zwei Schritten. In den Archivalien ist verzeichnet, dass 1572 der Schneider Fridrich Unnas und seine Frau Katharina das Hauses besaßen. Vielleicht waren sie auch die Bauherren. | D-1-78-124-221 Wikidata | weitere Bilder |
| Untere Hauptstraße 54 (Standort) | Wohn- und Geschäftshaus                                                                                              | Dreigeschossiger Satteldachbau mit Mezzanin und reicher spätklassizistischer Putzgliederung, drittes Viertel 19. Jahrhundert | D-1-78-124-222 Wikidata | weitere Bilder |
| Unterer Graben 25 (Standort) | Ehemaliger Wachturm der mittelalterlichen Stadtbefestigung, sogenannter Bürgerturm, dann Gefängnis und Armenhaus     | Viergeschossiger Turm mit einachsiger Befensterung, Mitte 14. Jahrhundert erbaut, seit dem 16. Jahrhundert bewohnt, im 18. Jahrhundert Zeltdach aufgesetzt | D-1-78-124-223 Wikidata | weitere Bilder |
| Unterer Graben 33 (Standort) | Wohnhaus | Zweigeschossiger Satteldachbau mit Bogengliederung über den Erdgeschossfenstern, zweites Viertel 19. Jahrhundert | D-1-78-124-224 Wikidata | weitere Bilder |
| Unterer Graben 67 (Standort) | Wohnhaus, sogenanntes Torpachthaus                                                                                   | Zweigeschossiger Walmdachbau mit Mezzanin und Reliefschmuck an den Brüstungsfeldern des Obergeschosses, 1875 von Baumeister Heinrich Lang | D-1-78-124-225 Wikidata | weitere Bilder |
| Veitsmüllerweg 2 (Standort) | Grenzstein | Bayern-Freising, barock | D-1-78-124-227 Wikidata | weitere Bilder |
| Veitsmüllerweg 3 (Standort) | Wohnhaus | Kleiner zweigeschossiger Eckbau mit Satteldach, 18./19. Jahrhundert | D-1-78-124-228 Wikidata | weitere Bilder |
| Veitsmüllerweg 4 (Standort) | Wohnhaus der Veitsmühle                                                                                              | Zweigeschossiger Putzbau mit Mansardgiebeldach, 18. Jahrhundert | D-1-78-124-229 Wikidata | weitere Bilder |
| Veitsmüllerweg 4 (Standort) | Hausfigur | Hausfigur St. Wendelin aus Holz, barock | D-1-78-124-229          | weitere Bilder |
| Veitsmüllerweg 6 (Standort) | Städtisches Elektrizitätswerk                                                                                        | Zweigeschossiger kubischer Bau mit flachem Walmdach und Neurenaissancefassade sowie eingeschossigem Anbau nach Norden, erbaut 1888 | D-1-78-124-230 Wikidata | weitere Bilder |
| Vöttinger Straße 6 (Standort) | Doppelhaushälfte | Zweigeschossiger Satteldachbau in Neurenaissanceformen mit Zwerchhaus und Fensterband, erbaut 1887 | D-1-78-124-233 Wikidata | weitere Bilder |
| Weihenstephaner Straße (Standort) | Bierkeller | Bier- und Sommerkeller, sog. Sporrerkeller, teils weit verzweigtes Kellersystem teils einräumige gewölbte Anlagen unter dem Veitsberg entlang der Weihenstephaner Straße, aus Ziegelmauerwerk mit mächtigen Scheitelhöhen, ab 1809, während des Zweiten Weltkriegs Nutzung als Luftschutzkeller. | D-1-78-124-437          | weitere Bilder |
| Weihenstephaner Straße 16 (Standort) | Wohnhaus | Zweigeschossiger Massivbau mit Schopfwalmdach, erste Hälfte 19. Jahrhundert | D-1-78-124-239 Wikidata | weitere Bilder |
| Ziegelgasse 3 (Standort) | Wohn- und Geschäftshaus                                                                                              | Zweigeschossiger Eckbau mit Satteldach, im Kern wohl 17./18. Jahrhundert, Erdgeschossbögen von 1912 | D-1-78-124-243 Wikidata | weitere Bilder |
| Ziegelgasse 5 (Standort) | Wohnhaus | Freistehender zweigeschossiger Satteldachbau mit Standerker, 1552 (dendrochronologisch datiert), Ausbau des ersten Dachgeschosses um 1771 (dendrochronologisch datiert), im 19. Jahrhundert und 1935 umgebaut, Haustür mit geschnitzten Feldern, zweite Hälfte 18. Jahrhundert Das Gebäude erhielt im Jahr 2016 den Denkmalpflegepreis der Bayerischen Ingenieurekammer in Bronze. | D-1-78-124-403 Wikidata | weitere Bilder |
| Ziegelgasse 8 (Standort) | Wohnhaus | Zweigeschossig mit hohem Satteldach und gebänderter Putzfassade, 18. Jahrhundert, Erdgeschoss erneuert | D-1-78-124-244 Wikidata | weitere Bilder |
| Ziegelgasse 9 (Standort) | Wohn- und Geschäftshaus                                                                                              | Zweigeschossig mit Erker über getreppter Konsole und Lisenengliederung am Giebel, 17./18. Jahrhundert, im 20. Jahrhundert erneuert | D-1-78-124-245 Wikidata | weitere Bilder |
| Ziegelgasse 13 (Standort) | Ehemaliges Domherrenhaus                                                                                             | Stattlicher dreigeschossiger Giebelbau mit bekrönendem Dreiecksabschluss und Putzbänderung, 17./18. Jahrhundert, wohl mit älterem Kern | D-1-78-124-246 Wikidata | weitere Bilder |
| Ziegelgasse 16 (Standort) | Wohnhaus | Dreigeschossiger Eckbau mit Walmdach und reich gegliederter klassizisierender Fassade, um 1900 | D-1-78-124-247 Wikidata | weitere Bilder |
| Ziegelgasse 17 (Standort) | Wohn- und Geschäftshaus                                                                                              | Zweigeschossiger Traufseitbau mit barocker Putzbänderung und geschmiedetem Oberlichtgitter, 18. Jahrhundert | D-1-78-124-248 Wikidata | weitere Bilder |
| Ziegelgasse 19 (Standort) | Haustür | Zugehörig geschnitzte Haustür, bezeichnet mit 1760 | D-1-78-124-249 Wikidata | weitere Bilder |
| Distrikt III Unterer Forst, Abt. 5 Siebeneichenholz (an der Wippenhauser Straße) (Standort)                                                                               | Markstein | Hochstift Freising-Kurfürstentum Bayern, Natursteinstele, bezeichnet mit "1773" und "1783" | D-1-78-124-252 Wikidata | Markstein |
| Distrikt IV Oberer Forst (Standort) | Grenzstein | Grenzstein zwischen der Stadt Freising und der Gemeinde Vötting, 19. Jahrhundert | D-1-78-124-434          | BW |
| Distrikt IV Oberer Forst, Abt. 1 Erlschlag (im Wald westlich der Wippenhauser Straße) (Standort)                                                                          | Grenzmarkstein (Nr. 6)                                                                                               | Hochstift Freising-Kurfürstentum Bayern, Sandstein, bezeichnet mit "1639" und "1773" | D-1-78-124-251          | [[Vorlage:Bilderwunsch/code!/C:48.4129,11.71881!/D:Distrikt IV Oberer Forst, Abt. 1 Erlschlag (im Wald westlich der Wippenhauser Straße), Grenzmarkstein (Nr. 6)!/\|BW]] |
| Gereut (Standort) | Grenzschild | Grenzschild der ehemaligen Bezirksamtsgrenze Stadt Freising und des königlichen Bezirksamtes Freising, um 1860/70 | D-1-78-124-433          | Grenzschild |

### Achering
| Lage                         | Objekt                                               | Beschreibung | Akten-Nr.               | Bild           |
| ---------------------------- | ---------------------------------------------------- | --- | ----------------------- | -------------- |
| Jägersteig 5 (Standort)      | Ehemaliges Hirten- beziehungsweise Gemeindearmenhaus | Erdgeschossiger Greddachbau mit originalen Türen und Fenstern, spätes 18. Jahrhundert                                                                                  | D-1-78-124-289 Wikidata | weitere Bilder |
| Nähe Kirchenpoint (Standort) | Katholische Filialkirche St. Peter und Paul          | Kleiner Saalbau mit eingezogenem gerade schließendem Chor des frühen 16. Jahrhunderts, sonst neugotischer Bau mit Dachreiter von Johann Marggraf 1860; mit Ausstattung | D-1-78-124-254          | weitere Bilder |

### Altenhausen
| Lage                                | Objekt                                | Beschreibung | Akten-Nr.               | Bild           |
| ----------------------------------- | ------------------------------------- | --- | ----------------------- | -------------- |
| Nähe St.-Valentin-Straße (Standort) | Katholische Filialkirche St. Valentin | Hoher Saalbau mit leicht eingezogenem Apsidenchor und gotischem Chorflankenturm, sonst barocker Neubau wohl von Dominikus Glasl, 1717; mit Ausstattung | D-1-78-124-255 Wikidata | weitere Bilder |

### Attaching
| Lage                     | Objekt                              | Beschreibung | Akten-Nr.               | Bild           |
| ------------------------ | ----------------------------------- | --- | ----------------------- | -------------- |
| Dorfstraße 11 (Standort) | Kapelle, sogenannte Hungerkapelle   | Offener Satteldachbau, frühes 19. Jahrhundert; mit Ausstattung                                                                                                   | D-1-78-124-431          | weitere Bilder |
| Dorfstraße 12 (Standort) | Katholische Filialkirche St. Erhard | Einheitlicher Saalbau mit leicht eingezogenem Apsidenchor, Westturm mit Fundamenten des 15. Jahrhunderts und angefügter Sakristei, 1718 geweiht; mit Ausstattung | D-1-78-124-256 Wikidata | weitere Bilder |

### Dürnast
| Lage                  | Objekt              | Beschreibung | Akten-Nr.               | Bild                |
| --------------------- | ------------------- | --- | ----------------------- | ------------------- |
| Dürnast 1 (Standort)  | Ehemaliger Maierhof | Später Sommer- und Gästehaus des Klosters Weihenstephan, zweigeschossiger Walmdachbau mit Traufgesims, 1722                                        | D-1-78-124-257 Wikidata | Ehemaliger Maierhof |
| In Dürnast (Standort) | Getreidekasten      | Zweigeschossiger Blockbau mit Schopfwalmdach und Laube, 17./18. Jahrhundert, 1955 transferiert aus Grub, Gemeinde Niederneuching, Landkreis Erding | D-1-78-124-258 Wikidata | weitere Bilder      |

### Erlau
| Lage               | Objekt                     | Beschreibung                                                          | Akten-Nr.               | Bild           |
| ------------------ | -------------------------- | --------------------------------------------------------------------- | ----------------------- | -------------- |
| Erlau 1 (Standort) | Ehemaliges Straßenzollhaus | Erdgeschossiger Mansarddachbau mit Putzgliederung und Vorbau, um 1780 | D-1-78-124-259 Wikidata | weitere Bilder |

### Haindlfing
| Lage                              | Objekt                                 | Beschreibung | Akten-Nr.               | Bild           |
| --------------------------------- | -------------------------------------- | --- | ----------------------- | -------------- |
| Laurentiusweg 4 (Standort)        | Ehemaliges Pfarrhaus                   | Zweigeschossiger biedermeierlicher Bau mit Walmdach, nach Plänen von Karl Klumpp 1854/55                                                                                                   | D-1-78-124-261 Wikidata | weitere Bilder |
| Laurentiusweg 6 (Standort)        | Katholische Pfarrkirche St. Laurentius | Niedriger Saalbau mit dreiseitigem Chorabschluss und angefügter Sakristei, nach Plänen von Michael Pröbstl 1738 bis 1740, mit Chorflankenturm des 15. Jahrhunderts; mit Ausstattung        | D-1-78-124-260 Wikidata | weitere Bilder |
| Nähe Freisinger Straße (Standort) | Wegkapelle                             | In Form einer Ädikula um 1900; mit Ausstattung | D-1-78-124-263 Wikidata | weitere Bilder |
| Schlossstraße 6 (Standort)        | Ehemaliges Hofmarkschloss              | Dreigeschossiger Bau mit beidseitigem Halbwalmdach und Putzgliederung, um 1740 erbaut, zweites Obergeschoss im Inneren und Dachwerk 1850 nach Brand erneuert (dendrochronologisch datiert) | D-1-78-124-262 Wikidata | weitere Bilder |

### Haxthausen
| Lage                     | Objekt                  | Beschreibung                                                                                          | Akten-Nr.               | Bild                    |
| ------------------------ | ----------------------- | --- | ----------------------- | ----------------------- |
| Haxthausen 12 (Standort) | Wohnhaus des Bauernhofs | Zweigeschossiger Satteldachbau mit Rustikagliederung und verziertem hölzernem Balkon, bezeichnet 1907 | D-1-78-124-264 Wikidata | Wohnhaus des Bauernhofs |

### Hohenbachern
| Lage                       | Objekt                              | Beschreibung | Akten-Nr.               | Bild                     |
| -------------------------- | ----------------------------------- | --- | ----------------------- | ------------------------ |
| Nähe Ortsstraße (Standort) | Katholische Filialkirche St. Ulrich | Saalbau mit gotischem Polygonalchor, Chorscheitelturm und angefügte Sakristei, 1630, barockes Langhaus neu erbaut 1707, erhöht 1716 und nach Westen erweitert 1906; mit Ausstattung; an der nördlichen Außenwand hölzernes Kruzifix, um 1530; mit Friedhofsmauer | D-1-78-124-265 Wikidata | weitere Bilder           |
| Ortsstraße 5 (Standort)    | Stadel des Dreiseithofes            | Massivbau mit Steilsatteldach, Krangaube und drei Stichbogentoren, bezeichnet 1838 | D-1-78-124-266 Wikidata | Stadel des Dreiseithofes |

### Itzling
| Lage                                         | Objekt                   | Beschreibung                                            | Akten-Nr.               | Bild           |
| -------------------------------------------- | ------------------------ | ------------------------------------------------------- | ----------------------- | -------------- |
| Itzling 1 (Standort)                         | Grenzstein               | Grenzstein Freising-Bayern vom Hocheck, bezeichnet 1773 | D-1-78-124-268 Wikidata | BW             |
| In Itzling; Itzling 6; Itzling 6b (Standort) | Hofkapelle St. Sebastian | Satteldachbau mit Apsis, 1906                           | D-1-78-124-267 Wikidata | weitere Bilder |

### Kammermüllerhof
| Lage                                          | Objekt         | Beschreibung                                                     | Akten-Nr.      | Bild           |
| --------------------------------------------- | -------------- | ---------------------------------------------------------------- | -------------- | -------------- |
| Kammermüllerwiesen; Kreisstraße 44 (Standort) | Kilometerstein | Kilometerstein, Sandstein, mit Entfernungsangaben,spätes 19. Jh. | D-1-78-124-440 | Kilometerstein |

### Lageltshausen
| Lage                       | Objekt    | Beschreibung                          | Akten-Nr.               | Bild      |
| -------------------------- | --------- | ------------------------------------- | ----------------------- | --------- |
| Lageltshausen 1 (Standort) | Hausfigur | Hl. Sebastian, Anfang 18. Jahrhundert | D-1-78-124-269 Wikidata | Hausfigur |

### Neustift
| Lage                                                | Objekt                                                                    | Beschreibung | Akten-Nr.               | Bild           |
| --------------------------------------------------- | ------------------------------------------------------------------------- | --- | ----------------------- | -------------- |
| Alte Poststraße 42, Landshuter Straße 31 (Standort) | Kloster Neustift (Freising) Ehemaliges Prämonstratenserkloster Neustift   | Vierflügelanlage mit ehemaliger Klosterkirche, jetzt Katholische Pfarrkirche St. Peter und Paul, Wandpfeilerkirche mit leicht eingezogenem Chor und seitlichem Flankenturm, von Giovanni Antonio Viscardi 1700–1715, nach Brand ab 1754 wiederhergestellt; mit Ausstattung Ehemaliges Klostergebäude, jetzt Landratsamt, dreigeschossiger vierflügeliger Putzbau mit Walmdach, Aufzugsgauben und Prälatenerker, Saal mit Deckenstuck von Franz Anton Feichtmayr, viertes Viertel 17. Jahrhundert Ehemalige Klosterökonomie mit Marstall, zweigeschossiger Walmdachbau, viertes Viertel 17. Jahrhundert; Ehemalige Klosterbibliothek, zweigeschossiger Putzbau mit steilem Satteldach und Fassadengliederung, Erdgeschoss mit Gewölbe, um 1623 | D-1-78-124-117 Wikidata | weitere Bilder |
| Nähe Alte Poststraße 42 (Standort)                  | Kriegerdenkmal                                                            | Offener Pavillon mit Haubendach und mittig darin stehender Vollplastik, um 1925 | D-1-78-124-2 Wikidata   | weitere Bilder |
| Herrenweg 1 (Standort)                              | Ehemaliger Gerberstadel, später Gasthaus                                  | Traufständiger, zweigeschossiger, einseitig abgeschleppter Satteldachbau über großen Tonnengewölben im Erdgeschoss, ab 1857 Krämerei und Einbau von Zimmern im Obergeschoss, seit 1864 Gaststätte, Verlegung des Eingangs an die Südseite, Dachwerk 1773 (dendrochronologisch datiert), um 1840 aufgeständert Ehemalige Kegelbahn, teils massiver, teils verbretterter, langgestreckter Satteldachbau mit massivem Kopfbau, Ende 19. Jahrhundert | D-1-78-124-405 Wikidata | weitere Bilder |
| Herrenweg 15 (Standort)                             | Ehemaliges Gerberhaus                                                     | Langgestreckter dreigeschossiger Bau mit hohem Satteldach für Trockenräume, erbaut 1755 | D-1-78-124-97 Wikidata  | weitere Bilder |
| Ignaz-Günther-Straße 7 (Standort)                   | Pfarrhaus Neustift                                                        | Zweigeschossiger Walmdachbau, nachklassizistisch, 1859 | D-1-78-124-68 Wikidata  | weitere Bilder |
| Klebelstraße 4a, 6a (Standort)                      | Bierkelleranlage der ehem. Hofweberschen-, später Aktienbrauerei Freising | ausgedehnte Anlage aus Eis-, Gär- und Lagerkellern, angelegt ab 1810, bis 1877 mehrfach, teils umfangreich erweitert | D-1-78-124-460          | BW             |
| Kölblstraße 2 (Standort)                            | Ehemaliges Spital, sogenanntes Eckher-Haus                                | Dreigeschossiger Satteldachbau mit halbrundem Kapellenanbau und barocken Volutengiebeln, nach Plänen von Johann Jakob Maffiol, 1705 | D-1-78-124-116 Wikidata | weitere Bilder |
| Landshuter Straße 66 (Standort)                     | Gasthaus zum Löwen                                                        | Zweigeschossiger biedermeierlicher Walmdachbau mit Bogengliederung im Erdgeschoss, zweites Viertel 19. Jahrhundert | D-1-78-124-119 Wikidata | weitere Bilder |
| Landshuter Straße 68 (Standort)                     | Wohnhaus                                                                  | Zweigeschossiger Satteldachbau mit Lisenengliederung und gusseisernem Balkon, drittes Viertel 19. Jahrhundert | D-1-78-124-120 Wikidata | weitere Bilder |
| Wiesenthalstraße 31 (Standort)                      | Gasthaus Bergwirt                                                         | Eingeschossiges Kellerhaus mit profiliertem Traufgesims, 18./19. Jahrhundert | D-1-78-124-241 Wikidata | weitere Bilder |

### Pallhausen
| Lage                    | Objekt                  | Beschreibung                                       | Akten-Nr.               | Bild           |
| ----------------------- | ----------------------- | -------------------------------------------------- | ----------------------- | -------------- |
| Pallhausen 3 (Standort) | Ausstattung der Kapelle | Historische Ausstattung im Kapellenneubau von 1971 | D-1-78-124-270 Wikidata | weitere Bilder |

### Pellhausen
| Lage                                          | Objekt                  | Beschreibung                                                                           | Akten-Nr.               | Bild                    |
| --------------------------------------------- | ----------------------- | -------------------------------------------------------------------------------------- | ----------------------- | ----------------------- |
| Pellhausen 11 (Standort)                      | Katholische Ortskapelle | Kleiner Saalbau mit geradem Chorabschluss und Dachreiter, erbaut 1844; mit Ausstattung | D-1-78-124-271 Wikidata | Katholische Ortskapelle |
| Kreisstraße 34, Abzweig Sünzhausen (Standort) | Wegweiser               | Gusseisern, zweite Hälfte 19. Jahrhundert                                              | D-1-78-124-272 Wikidata | Wegweiser               |

### Pettenbrunn
| Lage                                      | Objekt      | Beschreibung | Akten-Nr.               | Bild           |
| ----------------------------------------- | ----------- | --- | ----------------------- | -------------- |
| Pettenbrunn 1, Haidberger Feld (Standort) | Vierseithof | Geschlossene und gut erhaltene Anlage: Wohnstallhaus, zweigeschossiger Satteldachbau mit schlichter Putzgliederung, erbaut 1905; Stallstadel, zweigeschossiger Massivbau mit steilem Satteldach, gleichzeitig; Remise, erdgeschossiger Satteldachbau mit angefügtem Neubau, gleichzeitig; Stadel, zweigeschossiger Putzbau mit Satteldach, gleichzeitig; Toreinfahrt, gleichzeitig; Remise, kleiner Putzbau mit Satteldach, gleichzeitig | D-1-78-124-273 Wikidata | weitere Bilder |
| Pettenbrunn 5 (Standort)                  | Markstein   | Grenzstein Freising-Bayern, bezeichnet mit 1783 | D-1-78-124-274 Wikidata | weitere Bilder |
| Unterfeld, Nähe Pettenbrunn (Standort)    | Markstein   | Grenzstein Freising-Bayern, bezeichnet mit 1639 | D-1-78-124-395 Wikidata | weitere Bilder |

### Pulling
| Lage                                | Objekt                             | Beschreibung                                                                    | Akten-Nr.               | Bild           |
| ----------------------------------- | ---------------------------------- | ------------------------------------------------------------------------------- | ----------------------- | -------------- |
| Pullinger Hauptstraße 26 (Standort) | Katholische Pfarrkirche St. Ulrich | Historische Ausstattung der neu errichteten katholischen Pfarrkirche St. Ulrich | D-1-78-124-275 Wikidata | weitere Bilder |

### Schönleutnerhof
| Lage                     | Objekt                                      | Beschreibung | Akten-Nr.      | Bild           |
| ------------------------ | ------------------------------------------- | --- | -------------- | -------------- |
| Am Schafhof 1 (Standort) | Ehemaliger Schafstall, sogenannter Schafhof | Schafstall für die privaten Merino-Schafe von Max I. Joseph Zweieinhalbgeschossige, klassizistisch gegliederte Wohnbauten mit giebelseitigen Tennenbrücken beiderseits, mittiger Stalltennenteil 1990–94 ersetzt, 1819/20 | D-1-78-124-242 | weitere Bilder |

### Sünzhausen
| Lage                           | Objekt                            | Beschreibung | Akten-Nr.               | Bild                 |
| ------------------------------ | --------------------------------- | --- | ----------------------- | -------------------- |
| Bergstraße 2 (Standort)        | Ehemalige Schule                  | Zweigeschossiger kubischer Putzbau mit Konsolband und Walmdach, gegen Mitte 19. Jahrhundert | D-1-78-124-277 Wikidata | Ehemalige Schule     |
| Pfarrweg 2 (Standort)          | Ehemaliges Pfarrhaus              | Zweigeschossiger Walmdachbau mit angefügtem Treppenhaus, um 1860 | D-1-78-124-279 Wikidata | Ehemaliges Pfarrhaus |
| St.-Georg-Straße 11 (Standort) | Gasthaus                          | Breiter zweigeschossiger Putzbau mit Halbwalmdach, Zwerchhaus und Traufband, Mitte 19. Jahrhundert | D-1-78-124-278 Wikidata | weitere Bilder       |
| Schulweg 6 (Standort)          | Katholische Pfarrkirche St. Georg | Breiter Saalbau aus Sichtziegeln mit stark eingezogener Apsis, angefügter Sakristei und Chorflankenturm, in neuromanischem und -gotischem Stil nach Plänen von Johann Baptist Schott 1906–08 errichtet; mit Ausstattung | D-1-78-124-276 Wikidata | weitere Bilder       |

### Tüntenhausen
| Lage                           | Objekt                               | Beschreibung | Akten-Nr.               | Bild           |
| ------------------------------ | ------------------------------------ | --- | ----------------------- | -------------- |
| Hirtenweg 15 (Standort)        | Kapelle, ehemaliges Beinhaus         | Offene gewölbte Nischenanlage mit Fassadengliederung, Anfang 18. Jahrhundert, nach 1918 zur Kriegergedächtniskapelle umgewidmet; mit Ausstattung | D-1-78-124-281 Wikidata | weitere Bilder |
| Hirtenweg 15 (Standort)        | Katholische Filialkirche St. Michael | Saalbau mit stark eingezogenem polygonalem Chor und Chorflankenturm mit Zwiebelhaube, um 1400 erbaut und 1708 barockisiert; mit Ausstattung | D-1-78-124-280 Wikidata | weitere Bilder |
| Hirtenweg 15 (Standort)        | Madonnenskulptur mit Kind            | ehemals farbig gefasste barocke Steinfigur; im Leichenhaus | D-1-78-124-282 Wikidata | weitere Bilder |
| Zollinger Straße 9 (Standort)  | Ehemaliges Kuratenhaus               | Zweigeschossiger Walmdachbau mit Flacherker, gusseisernem Balkon und reduzierter Putzgliederung, mit Kartusche des heiligen Eberhart, nach Plänen von Architekt Neidhart, königliches Bauamt München, im Reformstil, 1914; Waschhaus, erdgeschossiger Satteldachbau mit rückwärtig angefügter Holzlege in Ständerbauweise, gleichzeitig. | D-1-78-124-399          | weitere Bilder |
| Zollinger Straße 11 (Standort) | Ehemaliges Schulhaus                 | Traufseitig erschlossener zweigeschossiger Putzbau mit gegliederten Fassaden und mittelsteilem Satteldach, erbaut 1885 | D-1-78-124-297 Wikidata | weitere Bilder |

### Vötting
| Lage                             | Objekt                              | Beschreibung | Akten-Nr.               | Bild           |
| -------------------------------- | ----------------------------------- | --- | ----------------------- | -------------- |
| Hohenbachernstraße 28 (Standort) | Kapelle                             | Mit eingezogener Apsis und Dachreiter in historisierenden Formen, um 1900                                                      | D-1-78-124-98 Wikidata  | weitere Bilder |
| Hohenbachernstraße 31 (Standort) | Katholische Pfarrkirche St. Jakobus | Neogotischer Saalbau mit leicht eingezogenem Polygonalchor, angefügter Sakristei und Westturm, erbaut 1854–57; mit Ausstattung | D-1-78-124-101 Wikidata | weitere Bilder |
| Hohenbachernstraße 37 (Standort) | Pfarrhaus                           | Zweigeschossiger kubischer Putzbau mit flachem Walmdach, erbaut 1854–55                                                        | D-1-78-124-100 Wikidata | weitere Bilder |
| Vöttinger Straße 60 (Standort)   | Gasthaus                            | Zweigeschossiger Satteldachbau mit Außenfresko des Hl. Johann Nepomuk, 18. Jahrhundert                                         | D-1-78-124-236 Wikidata | weitere Bilder |
| Vöttinger Straße 63 (Standort)   | Wohnhaus                            | Erdgeschossiger Putzbau mit breitem Traufband und Greddach, erste Hälfte 19. Jahrhundert                                       | D-1-78-124-237 Wikidata | weitere Bilder |

### Weihenstephan
| Lage                                    | Objekt                                                                           | Beschreibung | Akten-Nr.               | Bild                                                                             |
| --------------------------------------- | -------------------------------------------------------------------------------- | --- | ----------------------- | -------------------------------------------------------------------------------- |
| Alte Akademie 1 (Standort)              | Ehemaliges Benediktinerkloster Weihenstephan                                     | Ehemaliger Konventbau, dreigeschossiger Westflügel der früheren Vierflügelanlage mit Rest des gotischen Kreuzganges, barockem Hoferker und Stuckdecken, sowie ehemaliger Abtswohnung und Gästetrakt mit barockem Festsaal, um 1700 | D-1-78-124-238 Wikidata | weitere Bilder                                                                   |
| Alte Akademie 2 (Standort)              | Sudhaus der Lehranstalt und des ehemaligen königlichen Staatsgutes Weihenstephan | Spätklassizistischer Satteldachbau mit Arkadenstellung, 1878 | D-1-78-124-406 Wikidata | Sudhaus der Lehranstalt und des ehemaligen königlichen Staatsgutes Weihenstephan |
| Alte Akademie 3 (Standort)              | Ehemalige Klosterökonomie                                                        | Zweigeschossiger Satteldachbau, um 1700 | D-1-78-124-412 Wikidata | Ehemalige Klosterökonomie                                                        |
| Alte Akademie 2, 4 (Standort)           | Wassertürme der Brauerei Weihenstephan                                           | Wasserturm, mit Zeltdach, über zweispuriger Durchfahrt des ehem. Arbeiterwohnhauses, nach Plänen des Landbauamtes Freising, 1916/17; Wasserturm, Stahlbetonbau mit Zeltdach, in die ehem. Mälzerei integriert, 1927, Fassade 1938 vereinfacht. | D-1-78-124-435          | Wassertürme der Brauerei Weihenstephan                                           |
| Am Hofgarten (Standort)                 | Löwentor                                                                         | Zwei Sandsteintore mit liegenden Löwenfiguren, um 1930 | D-1-78-124-408 Wikidata | weitere Bilder                                                                   |
| Am Hofgarten 8 (Standort)               | Kriegerdenkmal                                                                   | Sandsteinfigur auf Postament, 1920 | D-1-78-124-407 Wikidata | weitere Bilder                                                                   |
| Am Hofgarten 8 (Standort)               | Ehemaliges Gartenhaus, sogenanntes Salettl                                       | Zweigeschossiger Walmdachbau mit rekonstruierter Fenstergliederung und Fassadenbemalung, barock | D-1-78-124-413 Wikidata | weitere Bilder                                                                   |
| Am Hofgarten 8 (Standort)               | Brunnenbecken                                                                    | Brunneneinfassung im Hofgarten, Rotmarmor mit Wappen, um 1700 | D-1-78-124-415 Wikidata | weitere Bilder                                                                   |
| Mühlenweg (Standort)                    | Ruine der von Egid Quirin Asam 1720 errichteten barocken Korbinianskapelle       | Mit darunterliegendem Stollen des 9. Jahrhunderts und Brunnenfassung des Korbinianbrunnens | D-1-78-124-416 Wikidata | weitere Bilder                                                                   |
| Weihenstephaner Berg 12 (Standort)      | Magdalenenkapelle                                                                | Kleiner zentraler Bau mit Glockendach und Dachreiter, 18. Jahrhundert | D-1-78-124-414 Wikidata | weitere Bilder                                                                   |
| Weihenstephaner Berg 14 (Standort)      | Große Kustermannhalle                                                            | Lagerhalle, ehem. Fasshalle und Schäfflerei der Lehranstalt und des ehem. königlichen Staatsgutes Weihenstephan, sog. Große Kustermannhalle, filigran-dekorative Eisenfachwerkkonstruktion mit Ziegelausfachungen, giebelseitigen Lichtbändern und Firstoberlicht, Dachkonstruktion ausfreigespannten Eisenfachwerkbindern, Flachsatteldach, nördlich angeschlossenesKellergebäude, massiver Flachdachbau mit zentralem Aufbau mit Schopfwalmdach und zwei flankierenden turmartigen Aufbauten mit Pyramidendach, um 1896; Bierkeller, weitverzweigte und tonnengewölbte Anlage, 18./19. Jh. | D-1-78-124-409          | Große Kustermannhalle                                                            |
| Weihenstephaner Steig 16 (Standort)     | Versuchs- und Lehrbrennerei                                                      | Versuchs- und Lehrbrennerei der Lehranstalt und des ehem. königlichen Staatsgutes Weihenstephan, repräsentativer dreigeschossiger Gruppenbau mit Walm- und Schopfwalmdächern, Dachreiter, Flacherkern und Putzgliederungen, nach Plänen des kgl. Landbauamtes Freising unter Mitarbeit der Gebr. Rank, im Reformstil,1907; mit Ausstattung. | D-1-78-124-410          | weitere Bilder                                                                   |
| Weihenstephaner Steig 18, 20 (Standort) | Versuchs- und Lehrbrauerei                                                       | Versuchs- und Lehrbrauerei der Lehranstalt und des ehem. königlichen Staatsgutes Weihenstephan, mehrteiliger Gruppenbau mit Putzgliederungen und zentraler gewölbter Durchfahrt, hoch aufragendem Brauereigebäude mit polygonalem Treppenturm, darin Sudhaus, Mälzerei und Kühlschiff, nach Westen niedrigeres Kessel- und Maschinenhaus mit hohem Kamin, nach Osten firstgedrehtes ehem. Forschungs- und Laborgebäude mit Schweifgiebel, in historisierenderFormensprache, nach Plänen des kgl. Landbauamtes unter Mitarbeit der Gebr. Rank,1904/05.                                        | D-1-78-124-411          | weitere Bilder                                                                   |

### Wies
| Lage                 | Objekt                                                      | Beschreibung | Akten-Nr.               | Bild           |
| -------------------- | ----------------------------------------------------------- | --- | ----------------------- | -------------- |
| Wies 1 (Standort)    | Katholische Wallfahrtskirche Wieskirche                     | Im Kern querovaler Bau, wohl von Hofbaumeister Johann Lorenz Hirschstötter, 1748, nördlich angefügtes zweigeschossiges Mesnerhaus mit Walmdach, 1751, Anbau des Langhauses 1760/61, Anbau des Turms und Veränderungen der Kirche, 1848, Wiederherstellung der vier 1858 beseitigten Kuppelhauben über dem Choroval, 1984/85; mit Ausstattung; | D-1-78-124-283 Wikidata | weitere Bilder |
| Wies 3, 4 (Standort) | Wallfahrtspriesterhaus, sogenanntes Kuratenhaus             | Wallfahrtspriesterhaus, sogenanntes Kuratenhaus, zweigeschossiger Walmdachbau mit Segmentbogenfenstern, um 1750, östlich angeschlossen ehemaliges Augustinereremiten-Kloster, repräsentativer zweigeschossiger Halbwalmdachbau mit traufseitigem Schweifgiebelrisalit und polygonalem Eckturm mit Spitzhelm, von August Riesch, 1904          | D-1-78-124-283          | weitere Bilder |
| Wieswald (Standort)  | Kreuzweganlage durch den Wieswald zur Wallfahrtskirche Wies | 14 Kreuzwegstationen in Form von Nischenkapellen und mit Relieftafeln, in historisierender Formensprache, 1860 | D-1-78-124-284 Wikidata | weitere Bilder |

### Xaverienthal
| Lage                  | Objekt  | Beschreibung                                                                                         | Akten-Nr.               | Bild           |
| --------------------- | ------- | --- | ----------------------- | -------------- |
| Hinterfeld (Standort) | Kapelle | Neugotischer Saalbau mit eingezogenem polygonalem Chor und Dachreiter, zweite Hälfte 19. Jahrhundert | D-1-78-124-286 Wikidata | weitere Bilder |

### Zellhausen
| Lage                                       | Objekt     | Beschreibung                                            | Akten-Nr.               | Bild           |
| ------------------------------------------ | ---------- | ------------------------------------------------------- | ----------------------- | -------------- |
| Flur Zellhausen, bei Zellhausen (Standort) | Grenzstein | Mit halbrundem Abschluss aus Kalkstein, 18. Jahrhundert | D-1-78-124-287 Wikidata | weitere Bilder |

## Ehemalige Baudenkmäler
In diesem Abschnitt sind Objekte aufgeführt, die früher einmal in der Denkmalliste eingetragen waren, jetzt aber nicht mehr. Objekte, die in anderem Zusammenhang – also z. B. als Teil eines Baudenkmals – weiter eingetragen sind, sollen hier nicht aufgeführt werden. Aktennummern in diesem Abschnitt sind ehemalige, jetzt nicht mehr gültige Aktennummern.

| Lage                                                                           | Objekt                      | Beschreibung | Akten-Nr.                     | Bild           |
| ------------------------------------------------------------------------------ | --------------------------- | --- | ----------------------------- | -------------- |
| Freising Oberhalb des Hochgerichts (westlich der ehemaligen Schlüterfabrik) () | Markstein                   | Bezeichnet mit 1639 und 1790 | D-1-78-124-250 Wikidata       |                |
| Freising Am Wörth 28 (Standort)                                                | Traufhaus                   | Mit Segmentbogenfenstern, Mitte 19. Jahrhundert, weitgehend entkernt | D-1-78-124-10 Wikidata        | weitere Bilder |
| Freising Bahnhofstraße 6 (Standort)                                            | Wohnhaus                    | Mit klassizistischen Gliederungen, erste Hälfte 19. Jahrhundert | D-1-78-124-16 Wikidata        | weitere Bilder |
| Freising Biberstraße 22 und 24 (Standort)                                      | Wohnhaus                    | Eingeschossiges Wohnhaus mit geohrten Fenstern, erstes Drittel 19. Jahrhundert | D-1-78-124-22 und 23 Wikidata | weitere Bilder |
| Freising Dr.-von-Daller-Straße 1 (Standort)                                    | Gasthaus Schießstätte       | Zweiflügeliger Bau mit Walmdach im spätklassizistischen Stil, zweite Hälfte 19. Jahrhundert Weitgehend umgebaut und verändert                                                                      | D-1-78-124-52 Wikidata        | weitere Bilder |
| Freising Dr.-von-Daller-Straße 8 (Standort)                                    | Fassade                     | Nachklassizistische Fassade, drittes Viertel 19. Jahrhundert | D-1-78-124-55 Wikidata        | Fassade        |
| Freising Dr.-von-Daller-Straße 24 (Standort)                                   | Haustür                     | Um 1900 | D-1-78-124-56 Wikidata        | BW             |
| Freising Domberg (Standort)                                                    | Säulenvase                  | Antikisierende Kalksteinskulptur auf Säule stehend, 18. Jahrhundert | D-1-78-124-50                 | weitere Bilder |
| Freising Domberg (am Hang bei Nr. 27) (Standort)                               | Pietá von Georg Winterstein | Bezeichnet 1772, an der Stelle der 1945 zerstörten Lourdes-Kapelle aufgestellt | D-1-78-124-381 Wikidata       | weitere Bilder |
| Freising Domberg 15, 17 (Standort)                                             | Hiendlhof                   | Zweiflügeliger Chorherrenhof des 18. Jahrhunderts, mit Stuckdecken | D-1-78-124-31 Wikidata        | BW             |
| Freising Domberg 19 (Standort)                                                 | Chorherrenhaus              | Rest der Fassade und des Dachstuhls des Spangerhofs, ehemaliges Chorherrenhaus, 17./18. Jahrhundert mit älterem Kern                                                                               | D-1-78-124-33 Wikidata        | weitere Bilder |
| Freising Erdinger Straße 21 (Standort)                                         | Wohnhaus                    | Erdgeschossiger langgestreckter Putzbau mit Schopfwalmdach, Anfang 19. Jahrhundert | D-1-78-124-58 Wikidata        | weitere Bilder |
| Freising Fischergasse 8 (Standort)                                             | Schlussstein                | Eingemauerter, gotischer Schlussstein | D-1-78-124-61 Wikidata        | BW             |
| Freising Fischergasse 27 (Standort)                                            | Wohnhaus                    | Spätklassizistischer Gliederung, Mitte 19. Jahrhundert | D-1-78-124-66 Wikidata        | weitere Bilder |
| Freising Marienplatz 1 (Standort)                                              | Rathaus-Nebengebäude        | Barockes Bürgerhaus, jetzt Teil des Rathauses, wohl 18. Jahrhundert Weitgehend umgebaut und verändert                                                                                              | D-1-78-124-130 Wikidata       | weitere Bilder |
| Freising Obere Hauptstraße 15 (Standort)                                       | Wohn- und Geschäftshaus     | Dreigeschossiger Traufseitbau mit Fassadengliederung der Zeit um 1925, im Kern älter | D-1-78-124-160 Wikidata       | weitere Bilder |
| Freising Rindermarkt 9 (Standort)                                              | Inschriftentafel            | Zugehöriges Relief mit Christus und Maria am Brunnen, klassizistisch, Anfang 19. Jahrhundert; über dem Eingang                                                                                     | D-1-78-124-383 Wikidata       | weitere Bilder |
| Freising Sonnenstraße 2 (Standort)                                             | Wohnhaus                    | Zweigeschossiger kubischer Walmdachbau des Spätklassizismus mit Gurt- und Traufgesims, zweites Viertel 19. Jahrhundert                                                                             | D-1-78-124-197 Wikidata       | weitere Bilder |
| Freising Sonnenstraße 19 (Standort)                                            | Wohnhaus                    | Mit reich gegliederter Fassade und Stichbogenfenstern, um 1870 | D-1-78-124-198 Wikidata       | weitere Bilder |
| Freising Untere Hauptstraße 40 (Standort)                                      | Wohn- und Geschäftshaus     | Dreigeschossiger Eckbau mit Mansardwalmdach und Marienfigur in der Ecknische, im Kern wohl erste Hälfte 19. Jahrhundert, im 20. Jahrhundert erneuert Nach Umbauten aus der Denkmalliste gestrichen | D-1-78-124-219 Wikidata       | weitere Bilder |
| Freising Veitsmüllerweg 13 (Standort)                                          | Wohnhaus                    | Barockes Giebelhaus, 17./18. Jahrhundert | D-1-78-124-231 Wikidata       | weitere Bilder |
| Freising Nähe Viehmarktplatz (Standort)                                        | Markstein                   | Oberhalb der Viehmarktkreppe, 18. Jahrhundert | D-1-78-124-253 Wikidata       | BW             |
| Freising Weizengasse 2 (Standort)                                              | Wohnhaus mit Ökonomie       | Hakenhof mit reizvoller Hofbildung, erbaut 1847 Weitgehend durch Umbau verändert | D-1-78-124-240 Wikidata       | weitere Bilder |

## Abgegangene Baudenkmäler
In diesem Abschnitt sind Objekte aufgeführt, die früher einmal in der Denkmalliste eingetragen waren, jetzt aber nicht mehr existieren, z. B. weil sie abgebrochen wurden. Aktennummern in diesem Abschnitt sind ehemalige, jetzt nicht mehr gültige Aktennummern.

| Lage                                   | Objekt             | Beschreibung | Akten-Nr.               | Bild |
| -------------------------------------- | ------------------ | --- | ----------------------- | ---- |
| Freising Am Wörth 39 (Standort)        | Ehemaliges Oberbad | Später Wohnhaus mit Werkstatt, im Kern 18. Jahrhundert im 19./20. Jahrhundert umgebaut, mit hölzernem Vorbau über der Moosach, 1840, 1892 verändert | D-1-78-124-12 Wikidata  | BW   |
| Freising Münchner Straße 24 (Standort) | Villa              | Zweigeschossiger Mansardwalmdachbau mit Erkern und Zierbalkon, erbaut 1900/01 Nebengebäude, kleiner Schopfwalmbau mit seitlich angeschlossenen Flügeln, gleichzeitig Einfriedung, massive Pfosten mit eisernen Gittern, gleichzeitig Im Januar 2014 abgerissen und durch Wohnanlage ersetzt | D-1-78-124-142 Wikidata | BW   |